# 無敵鋼人ダイターン3
『無敵鋼人ダイターン3』（むてきこうじんダイターンスリー）は、日本サンライズ制作の日本のロボットアニメ。1978年6月から1979年3月にかけて名古屋テレビを制作局としてテレビ朝日系列で放送された。
後年、監督の富野によるスピンオフ小説『破嵐万丈シリーズ』も発表されている。

## 作品解説
リアル路線的な作風でシリアスな悲劇的要素が強かった前番組の『無敵超人ザンボット3』から一転し、作劇にギャグやコメディの比重が多く、コミカルかつエンターティメント性を盛り込んだ内容になっている。
当初の企画であった『ボンバーX』は、サンライズの山浦栄二の発案による三段変形のロボットが活躍するアニメだった。これはスポンサーを予定していたブルマァクが倒産したため、一旦企画が頓挫。その後、『無敵超人ザンボット3』の後番組をクローバーから打診されたときに『ボンバーX』が再浮上し、『ダイターン3』として生まれ変わった。
「トイジャーナル」1978年2月号のクローバーによると、この段階では本作のタイトルは「未定」であるが、主人公の名前は「破嵐万丈」と決まっており、内容は「ロボットアニメに仮面ライダー的なアクション要素が加わったTVアニメーション」「女の子の二人組もビューティ・ペア的な活躍をする」としている。本作は当時、主流になりつつあった「はじめに商品が出来て、それから番組が作られた」作品であり、『無敵超人ザンボット3』に比べ関連玩具のラインナップの充実が図られた。また販促活動も強化され、各地の百貨店では「仮面ライダーショー」のような着ぐるみショーが行われ、仮面ライダーシリーズのアクション指導もしていたプロも出演した。こうしたクローバーの取り組みとスーパーカーブームから回帰した子供層のおかげで、本作は年末商戦で大活躍をし、前番組『無敵超人ザンボット3』との比較での昨年対比で150%の売上を達成した。この『ザンボット3』と本作の2連続の成功は、次回作『機動戦士ガンダム』においてクリエイター側に高い自由度をもたらした。またサンライズの飯塚正夫によるとプレハブの社屋だったクローバーの本社が、この成功によってビルになったという。
制作は部署によっては遅れも生じていたが、名古屋テレビの意向で行われた前番組『無敵超人ザンボット3』の再放送セレクションが、『ダイターン3』の放映開始を前に2箇月に渡って挿入されたことで、作画面での充実が図られた。
コミカルな作風の裏側で監督である富野は制作に苦心しており、ギャグやユーモラスの創作やトッポやビューティなどのキャラクター作りに対する悔いを、後のインタビューで吐露している。また、制作が追いつかない時は放送済みのフィルムを巧妙に切り貼りして、新作部分を限りなく少なく抑えた回もあった。過去の自らの作品をほとんど評価することがない富野だが、本作に対しては「（演出意図は当時としてはかなり健闘したので）個人的に80点近い点数は、今でも与えられると思っている」と後に語っている。
本作には作品制作当時、世界的に大ヒット中だった映画『スター・ウォーズ』の影響が見られる。実際に、オープニングでライトセーバーが登場しているほか、『スター・ウォーズ』の日本公開上映を境にドン・ザウサーの指令が唸り声から、機械的な呼吸音になるなどしたことから、当時のアニメファンは「トミノさん、（スター・ウォーズを）見ましたね」とささやきあったという。また、第12話「遙かなる黄金の星」では、宇宙戦闘機の戦闘シーンが『スター・ウォーズ』の影響を受けた金田伊功によって鋭く描写されており、動画マンは「金田さんに悪いもの（『スター・ウォーズ』）を観せた、線がメチャクチャ増えてる」と嘆いたという。。
また本作は、タツノコプロ、デザインオフィス・メカマンを退社しフリーになったメカニックデザイナー大河原邦男がサンライズで本格的に手掛け、戸田恵子が声優デビューを果たした作品でもある。

## 評価
本作を監督した富野由悠季（当時は富野喜幸）は、自身が監督として統括した『海のトリトン』や『無敵超人ザンボット3』で「正義と悪の逆転」のロジックを最終回で用いた経緯から、本作はその傾向を弱め、明るい作風で子供に見せられる「仕事」としてのアニメ制作を行ったと述懐した上で、「仕事でやると（日本サンライズは）1年間作らせてくれる訳だけど、そんなに持たねぇよってのが本当の所です」と制作中の胸中を明かして、「手を変え品を変え作ってみたけど、2年も3年も続けられないことが分かった」と語っている。

## あらすじ
人類が宇宙へと開拓の手を伸ばした時代、火星の地球人科学研究所（「火星科学研究所」）にて、破嵐創造は宇宙進出用サイボーグを生みだしていた。しかし、その飽くなき実験と研究のために、創造は自らの妻と長男をもサイボーグにしたうえに死なせてしまう。さらにサイボーグとなった者達は次第に自分達が人類よりも優れていると驕り高ぶって暴走し、自らを「メガノイド」と称して、全ての人類をメガノイドにすべく反乱を起こした。
破嵐創造の次男である破嵐万丈は、母の計らいと犠牲によって巨大ロボット・ダイターン3と大量の金塊を奪取して、一人マサア・ロケットで地球へと脱出した。それから数年後、万丈は金塊を元手にシン・ザ・シティに居を構え、執事のギャリソン時田とアシスタントのビューティフル・タチバナ、さらに元インターポールの三条レイカと、わんぱく少年トッポこと戸田突太も加え、メガノイドの人類支配阻止のために立ち上がる。

## 登場人物

### 主人公側
破嵐 万丈（はらん ばんじょう）
声 - 鈴置洋孝（タイトルコールおよび次回予告ナレーションも兼任）
本作の主人公。巨大ロボット・ダイターン3を駆り、メガノイドと戦う。一人称は「僕」。大都会シン・ザ・シティの郊外のサンライズ岬に大豪邸を構え、メガノイドの関係する事件を解決している伊達男として、世間に名の知れた有名人でもある。18歳。火星生まれとする資料もある。
メガノイドを開発した破嵐創造の次男であり、母（声 - 沢田敏子、信沢三恵子）と兄（声 - 古川登志夫）はメガノイド開発の実験台にされ、他界したと思われる描写がある（第36話）。キザで女性には優しく、全てにおいて天才的な能力を持つ快男児。また、ひょうきんでユーモアのセンスもあるため、時折三枚目を演じることもある。その一方、心中には父・破嵐創造とメガノイドに対する憎悪が渦巻いており、それ故に時として仲間をも切り捨てる冷徹な行動を取ることもある（第20、21話ほか）。しかし、それも仲間との固い絆があってのもので、本当は心優しく情に厚い熱血漢であり、仲間たちからの信頼も厚い。
時折見せる人間離れした怪力などから、彼自身サイボーグ（メガノイド）として改造されているのではないかという疑惑も存在し、ドン・ザウサーもそれを疑ったが（第40話）、そのことに対する明白な描写や言及、設定はない。
お調子者の側面もあり、うぬぼれが強く美女に弱い。そのため女絡みでメガノイドの事件に巻き込まれてしまうことも多いが（第9、29話など）、機転やハッタリを利かせてメガノイドの罠を見抜いたり、仲間のサポートによってそれらを切り抜けていく。
最終回でドン・ザウサーを倒した後はいずこかへと姿を消し、消息不明となる。ラストシーンで仲間が全て去り、扉にも鍵が掛けられ無人になったはずの屋敷の窓に明かりが灯っているように見える、という演出で物語は終わる。その明かりが万丈の帰還を意味するのか、陽光の反射光（あるいは入射光）であるのかは原作者である富野がはっきりした答えを提示していないこともあり、色々な見方がされている。
当時、作品を制作するにあたって「破嵐万丈」という名前を思いついた富野は「全面的に行ける」と自信を深め、周囲に言いふらし回ったと述べている。しかし、実際に出来上がった万丈のキャラクターに関しては「（担当声優である）鈴置くんの芸域の広さに助けられた」「鈴置くんが作り上げた」と述べ、作劇する側・演出する側としては作ったところがあまりなかったので（キャラクターに）申し訳ない、との気持ちを吐露している。
三条 レイカ（さんじょう レイカ）
声 - 井上瑤
知的な魅力に溢れた美女。髪は茶色のロングヘア。17歳。インターポール・アカデミーの学生であったが、第1話での事件をきっかけとして万丈と知り合い、惚れ込んで（興味を抱いて）アシスタントになった。ビューティとは万丈を巡ってのよきライバル同士である。
インターポールで訓練を受けていたためか銃器やメカの扱いに長けているが、しっかり者に見えて抜けているところもある。幼馴染みの友人がメガノイドとなって、万丈を倒すための人質として利用されたこともある（第8話）。
ふだんは表に見せないが万丈を想う心は強く、古代ルーミス帝国による念動力の攻撃で窮地に陥ったダイターン3（万丈）を身を挺して救った（第17話）。また、メガノイド撲滅を掲げる万丈の断固たる意志を理解し、足手まといになる事よりも万丈のために潔く死を選ぶ覚悟を持ち合わせている（第20話）。
主として戦闘用小型VTOLミスター・グリーンに乗って万丈をサポートする。
富野は後に、ギャグかシリアスかの二方向の描き方にしかならず、インテリゲンチャア・ユーモアの方向に持っていけなかったレイカに対し、「キャラクター作りに失敗した」とコメントしている。
ビューティフル・タチバナ
声 - 水野カコ
愛称：ビューティ。金髪で大人の魅力に溢れた美女。17歳。ビューティ観光会社の社長令嬢でありながら、レイカが加わる前から万丈のアシスタントとして活躍していた。ミス・インタービューティー・コンテストに優勝する（第1話）ほどの抜群のプロポーションと美貌の持ち主であるが、精神年齢が低く子供っぽいところがある。そのため些細なことでよくトッポと喧嘩をしていた。ただし芯は強く、戦いにおいて自らの覚悟の強さを見せている（第20、39話など）。戦闘では主に小型武装ヘリ・ピンキーに乗る。
父親が過去に万丈の父・破嵐創造の研究に10%の出資をしており（第39話）、その結果、メガノイドの誕生を手助けしてしまったのではないか、との責任を感じて万丈のアシスタントになった。万丈には全幅の信頼を置き、レイカ同様、彼のためならためらいなく死を選ぶ潔さと覚悟を持ち合わせている（第20話）。
富野いわく「ビューティのようなキャラクターに色気や面白さを感じない人間だったため、色っぽく演出できずに苦戦した」「でっかいオッパイをゆすって走る姿こそああいうキャラには必要なのに、そういうことを面白がれなかったために描けなかった、あの長い金髪にフェチシズムを感じるくらい好きじゃないとキャラの演出なんてできはしない」と当時を振り返って悔しい思いを語っている。
ギャリソン時田（ギャリソンときた）
声 - 北村弘一
万丈の執事。55歳。家事全般などの万丈たちの日常の世話からメカの整備、情報分析や後方支援、メガノイドとの戦闘まであらゆる雑務を完璧にこなすプロフェッショナル。万丈の執事となった経緯や過去の経歴などいっさいが不明だが、万丈は全幅の信頼を置いていた。長身・白髪・口髭で常に正装。どんな時にも沈着冷静でマイペース、丁寧な言葉づかいを忘れない人物。メカの整備には『メカマル』と呼ばれる小型ロボットを使い、万丈たちのピンチにも涼しい顔で周到な準備の上で余裕の対応を見せる。趣味はメロドラマ観賞であり、たとえ万丈たちが緊急事態との連絡があっても視聴を優先するほど（第33話）。ハリウッド女優で歌手のマレーネ・ディートリヒのような美女が好みで、映画スターが狙われた第22話では大勢の招待客からマレーネ似の女優をいつの間にかお姫様ダッコで救っていた。
戦闘にも長けており、万丈に代わってダイターン3に搭乗した際にはメガノイドに対しても「お若うございますな」とダイターンをその場から一歩も動かさずに攻撃をかわし続け、「日輪の力を拝借して」の口上とともにサン・アタックでとどめを刺す直前まで追い詰める腕前であった（第33話）。射撃の腕も超一流で、「昔取った杵柄」と称して、ライフルによる長距離狙撃や、白兵戦においてはバントラインスペシャルを思わせるロングバレルのリボルバーを、二丁拳銃で扱う姿を披露している(第23話）。
富野は後に、結果論として本作は彼に集約されるとの評を認めざるを得ないと述べると同時に、それぞれ失敗だったと無念を語っているメインキャラクターたちの中で唯一「自分で分かっているキャラクターだけに、演出は間違っていなかった」と断言している。
戸田 突太（とだ とった）
声 - 白石冬美
通称：トッポ。本名で呼ばれることはほとんど無い。10歳。“破嵐万丈の第一の子分”を自称する（第34話）腕白な少年。ピンキーやバッファロー・ミル、果てはダイターンといったメカの操縦もこなす行動派。一人称は「おいら」。
一説によれば、第2話でエリントン市がメガノイドに占拠された際に両親を失っており、孤児になって間もなく市に潜入した万丈とレイカに出会って、そこから仲間となって万丈邸に居候している。最終話で万丈邸を後にしてひとり向かうその行く先は、（孤児であるのか、あるいは両親は健在なのかも含め）いっさい語られていない。
まだまだ子供なので悪戯好きであり、平時ダイターンを格納しているマサア・ロケットのマザーコンピューターが持つ母性本能をくすぐるという器用な方法で、無断でダイターンに乗り込んでピンチに陥ったこともあるが（第28話）、機転を利かせて万丈たちのピンチを救うときもある（第11話など）。ギャリソンは万丈の後継者と見なしており、様々な教育を施している。
トッポは企画部長・山浦栄二の強い意向で登場が決まったキャラクターであったが、富野は失敗したキャラとして「鮮明なキャラクター設定をしないまま、後付けでも思いつかなかった」「タツノコプロ的な子供・動物といったキャラ配置は、自分の資質には無かったのが悔しい」と述べている。
マサア
声 - 間嶋里美
マサア・ロケットのマザーコンピューター。第7、33話に登場。
マサア・ロケットにとどまらず、ダイターン3をはじめとする万丈邸の地下に待機する各メカや、メカマル達の管理を行う。機械であるにもかかわらず人間の女性のような人格を有しており、万丈たちのことも常に気にかけている。トッポの口車にのせられて（母性本能をくすぐられて）は、しばしばダイターンを持ち出されてしまう（第7、28話）。

### メガノイド
元々は宇宙開発のために破嵐創造が研究し機械化した人間たちであり、完全なロボットではなく、厳密にはサイボーグである。開発が進められていた火星を根拠地とし、全人類をメガノイド化した後に宇宙へと進出して「銀河帝国」を築くことを目指している（第40話）。そのために地球上の（時には宇宙の）あらゆるところで暗躍し、勢力の拡大に努めている。
自らを人間以上の優れた新人類と驕り、人間を見下してはいるものの生殖能力が無いため、改造する素体確保の必要性から、自分たちの種の存続を目的とした大量拉致を行っている。その一方、人間を殺すことを何とも思わないために、しばしば大規模な災害や都市の破壊・大量殺戮も実行している。また第9話などによると「メガノイド憲法」で恋愛を固く禁じており、それを取り締まるための風紀委員が存在している。
しかし、その活動を破嵐万丈にことごとく妨害され、作戦失敗が続いたためか次第に人材が枯渇し、終盤では落ちこぼれや（36話）コマンダー候補生（38話）まで戦線に投入された。
ドン・ザウサー
声 - 山内雅人
メガノイドの首領。機械的な顔と、透明パーツから見える脳みそが特徴。劇中、メガノイドになる前の人物像や、なぜ彼がメガノイドの指導者なのか、破嵐創造とどのような関係にあったのかなどは語られていない。また、コロスとの関係もいっさいが不明である。なぜか指示を出すときに呻き声や吐息しか発せず、コロスを代弁者とすることでメガノイドを統治していたが、実は物語の当初から昏睡状態であったことが最終話で明らかとなる。コロスが語ったところによれば、かつて「人類がメガノイドになれば地球以外の星への進出が可能となり、そうなれば地球上で互いに殺し合いや争うことも無くなって永遠の平和が訪れる」との理想を語っていたという（第40話）。
最終決戦にて万丈のマシンガンで蜂の巣になったコロスの断末魔の声を受けて目覚め、万丈の前に現れ、その後マクロ・マシンで巨大化してダイターン3と戦う。なお、事実かどうかは不明だが、ドンの言によれば、意識が無い状態でもコロスが悲嘆するその感情を常に感じとっていたらしい。
彼を称える言葉は「オーラ、ドン・ザウサー」で、命令の復唱の際にも使われる。
コロス
声 - 信沢三恵子、井上瑤（ソノシート） / 松井菜桜子（スーパーロボット大戦シリーズ）
メガノイド陣営の事実上の指揮官である謎の美女。ドン・ザウサーを「ドン」、周囲に他者が居ない時は「あなた」と呼んで愛情を示していたが（第40話）、その素性や過去のいっさいが不明で、そもそもドン・ザウサーとどのような関係かも判然としない（それは破嵐家との関係においても同様である）。ドン・ザウサーの意思を代弁して指示を出しているとされていたが、実は昏睡状態だったドンの状態を隠して、コロスがすべてを独自に判断していたことが最終話で明かされた。
格闘では簾型の武器（レーザー簾）を駆使し、南京玉簾のように伸ばして鞭のように扱ったり、相手を絡め取ったりして自ら万丈と戦った（第20話）。
各コマンダーにドン・ザウサーからの指令を伝えるが、命令代行という立場のためか、配下のコマンダーにはコロスへの嫉妬や反感を持つ者が多く、人望があるとは言い難い。
富野はコロスというキャラクターに惚れ込んでいた（本人いわく「ゾッコン」で「メロメロ」だった）ので、「演出家にあるまじき私情」が入ってしまい、「（コロスを）最後までに持ち上げて終ればいい（とまで思っていた）、その結果があの最終回」とのコメントを残している。

#### コマンダー
メガノイドの実行部隊戦闘指揮官。人類全てをメガノイドにするための作戦を実行しようと、メガノイド兵士であるソルジャーたちを引き連れ、万丈たちと対決する。その一方で自己の欲望や執着を優先し、作戦という建前で任務をないがしろにして趣味に耽るばかりの者も数知れない。
作戦の重要性や実績などで与えられるソルジャーの数が決められ、ソルジャーも成果を上げればコマンダーに昇格出来る。なお、基本的に男性コマンダーには男ソルジャー、女性コマンダーには女ソルジャーが与えられる。
コマンダーにはメガボーグになる特権が認められている。メガボーグとは“ロボットとサイボーグの合いの子であり、メガノイドの戦闘ロボット”であるという。コマンダーが追い詰められると切り札として、マクロ・マシン（マクロ・メカ）と呼ばれる装置によって巨大化し、メガボーグとなってダイターン3と戦う（ただし「側近」と呼ばれる階級の者はメガボーグにはならず、専用巨大戦闘ロボットを操縦した）。マクロ・マシンにはデスバトルや基地に搭載もしくは設置されている物と、腕時計型の物がある。腕時計型マクロ・マシンの場合、メガボーグの状態を維持するためには装着したままである必要があるようで、これを破壊されることで元の姿へ戻ってしまう描写がある（第16、37話）。
コマンダーたち各々の性格は野心家や忠義者まで千差万別である。特に女性コマンダーには、命令を下すコロスに嫉妬や不快な態度を示す描写が多く見られる。なお、コマンダーは一部を除いて、皆“K”という大きなエンブレム（バックル）の付いたベルトをコスチュームとして身に付けているが、Kが何を意味しているのかは不明である。
以下、コマンダーに該当しないが、メガボーグ化するメガノイドも記す。
コマンダー・サンドレイク
声 - 木原正二郎
第1話に登場。大富豪の貴族・サンドレイク卿としてミス・インタービューティ・コンテストを開催し、参加した美女たち（声 - つるたきみこ、高木早苗、野崎貴美子）を拉致してメガノイドにしようと目論んだ。しかし、万丈の乱入によって計画が頓挫したことから、メガボーグとなってダイターン3と戦う。ロープの両端にトゲ付き鉄球を付けたものを振り回し、腰のベルトから放つ赤い光線や両腕に巻いていた鞭、足の裏のナイフといった武器や、両肩のプロテクターのトゲをミサイルとして乱射する（このプロテクターは左右を合わせてひとつのトゲ付き鉄球にもなる）などしてダイターンを攻め立てるも、捕えた美女を奪い返されたことで生まれた隙に、サン・アタックとダイターン・クラッシュの連続技を叩きこまれて倒される。
コマンダー・ネロス
声 - 田中崇
第2話に登場。左目を隠した隻眼のコマンダー。反重力装置の実験の指揮を任され、エリントン市を地面ごと宙に持ち去る。武装を施された建物からの濃密な対空砲火で、空からの進入が難しくなるほど要塞化されたエリントン市ではあったが、万丈の街への侵入を許し、コントロール室と司令室を制圧されたことでネロスは逃亡、あらためてメガボーグとなってダイターン3と対決する。右目から放つビーム、口から吐く炎、発射可能な爪、両肩から撃ち出されるミサイルや機雷など多彩な武器と格闘でダイターンと激しい市街戦を繰り広げ、最後には巨大な青龍刀を手にして迫るが、一瞬の隙を突かれてサン・アタックをくらい、ダイターン・クラッシュでとどめを刺される。
コマンダー・ベンメル
声 - 加藤精三
第3話に登場。最新の航空機や船舶などを捕獲しては、ミニチュア・マシンで縮小してコレクションしていた。その偏執的欲望が高じて、ついにはダイターン3までをもコレクションに加えようとする。任務よりも趣味嗜好を優先した命令ばかりをする横暴さから、部下ガスマンの謀反を招くも、メガボーグとなってただちにこれを処刑。その一方でダイタンクに基地を荒らされたうえに、これまで蒐集してきた秘蔵コレクションを踏み潰されて怒り心頭となり、頭部に備わったミサイルと大鎌を武器にダイターン3に戦いを挑むも敗れる。
コマンダー・デスサンダー
声 - 大宮悌二
第4話に登場。建設中の太陽エネルギー研究所の所長をしていたコマンダー。メガボーグとなってデスサンダーを名乗ったが、人間だった時の本名は不明。いつ、どのような理由でメガノイドになったのかは描かれていないが、息子のピノにもメガノイド化を薦めるほどメガノイドの優秀さを称え、傾倒するようになっていた（一方で、戦闘中にピノの身を案じるなど、わずかながら人間性は残していた）。工業都市・デリアを蒸発させるなど、太陽エネルギーの軍事転用のための実験を行っていたのではないかと思われるものの、その目的はハッキリとは描かれておらず不明。メガボーグになると、研究所の反射板で集積した太陽エネルギーを背中の羽根状のパーツで取り込み、頭部から強力なデスビームとして放射することができる。
コマンダー・ブランドル
声 - 飯塚昭三
第5話に登場。人間狩り作戦を指揮してとある村を占拠し、村人をメガノイドとするための選別を行っていた。地中に姿を隠していたデスバトルのバリアーで村を封じこめていたが、万丈に潜入され村人を解放されてしまう。メガボーグとなってデスバトルとの連携攻撃でダイターン3を苦しめるが、自ら投げつけた爆弾である頭部を投げ返されて自滅する。サン・アタックではない手段で倒された数少ないメガボーグの一人である。
コマンダー・ダストン
声 - 伊武雅之
第7話に登場。自らが開発した時空間転移機「テレポートマシン」を使って、大都市テルアンジン市をまるごと火星に移動させ、メガノイドに改造するための住民を大量に確保しようとする。メガボーグとなった自身もテレポート能力を持っており、戦闘ではダイターン3を翻弄するが、サン・アタックを受けた後のテレポートマシンの誤作動によって、亡骸は土星付近にまで転送されて宇宙を漂うといった末路を遂げた。
コマンダー・ジーラ
声 - 小原乃梨子
第8話に登場した初の女性コマンダー。その正体はレイカの旧友・マリーネだったが、失恋の痛手からメガノイドになって、冴えない少女だった過去の自分と訣別しようとした。そのために片想いの相手のトニーや幼馴染みだったレイカをも利用して、万丈を故郷に造った地底基地におびき出し、戦車部隊を率いて倒そうとする。メガボーグとなった体は水晶で出来ており、胴体前面から無数の水晶片を発射するほか、体から造り出す剣はダイターン3の装甲も容易に貫く。トニーに失恋したことによる逆恨みは、全人類への復讐という極端な飛躍をしてしまうが、レイカは自身がマリーネの恋敵であったとは知らなかった。
コマンダー・フランケン
声 - 田中康郎
第9話に登場したメガノイドの風紀委員長。怪力自慢の大男であるが、メガノイドのコンピューターからはそれ以外は特に何の取り柄も無いと分析されている（第35話）。脱走者マリアを追って、これを邪魔する万丈と逃亡先の地球で戦う。過去に数多くの手痛い失恋を経験したことから、しょせん男は顔だと痛感して外見に激しいコンプレックスを持つようになり、世の恋人たちに逆恨みに近い感情を抱いていた。その反動で仕事一筋となってひたすら風紀委員の仕事に邁進するようになる。しかし、そんなフランケンを理想の男性として密かに恋していたマリアは脱走計画を実行し、追ってきた彼を万丈に捕まえてもらうことで心置きなく愛の告白をしようと企てる。当初は女性への凝り固まった偏見により、マリアの「すべては追ってきて欲しかったために打った芝居」という言葉も信じられないでいたが、その本心を打ち明けられて感激し、ともに手を取り合ってメガノイドを離脱する。常日頃、メガノイドに激しい憎悪と容赦のない対応を見せる万丈も二人の愛を認め、（自らはピエロだったことに激しいショックを受けつつも）祝福して見逃した。
第35話にて、駆け落ちしたふたりの行方を、その後もメガノイドが捕捉できていないことが明らかにされた。
コマンダー・マリア
声 - 麻上洋子
第9話に登場。人間だった頃にウエイトレスをしており、万丈にナンパされていた。恋愛禁止であるメガノイド憲法に反し、フランケンに恋をしてしまったがために一計を案じ、タートルシップを奪って火星基地から地球へと脱走する。その真の目的は、追ってきた風紀委員長のフランケンを万丈を利用して捕えさせることにあり、まんまと気兼ねなく接触することに成功、愛の告白を成し遂げ相思相愛となる。なお、劇中では人間体のマリアのことをレイカが「メガボーグ」と表現しているシーンがあるが、メガノイドの誤りと思われる。
第35話によれば、メガノイドに属していた頃は医療担当班勤務・精密電子工学専攻であったという。また、駆け落ちしたふたりの行方を、その後もメガノイドが捕捉できていないことが明らかにされ、捜索にあたったコマンダー・ジライヤも、シン・ザ・シティでのマリアの目撃情報を掴んだものの、発見には至っていない。
コマンダー・ウォン・ロー
声 - 曽我部和行
第10話に登場。表向きはロー映画会社社長兼アクションスター。映画の中で実際に殺人を行っていることを察知して撮影現場に乱入した万丈と、正々堂々・素手での対決を望む。実はメガノイドの力でスターになったことに虚しさを覚えており、究極のアクション映画を撮るためにメガボーグとなって、ダイターン3との対決を記録しようとする。その映画にかける執念と熱意には、敵ながら万丈も感銘を受けるほどであった。配下である映画スタッフも皆、筋金入りの映画好き・TV好きのメガノイドであり、たとえウォン・ローの最期のシーンであってもフィルムに残すことに執念を見せた。完成した映画は公開されて大評判となり、街でその様子を見かけた万丈も想いを馳せた。
コマンダー・ヘスラー
声 - 宮内幸平
第11話に登場。かつてロンロン大元帥麾下の戦車部隊で戦っていたが、連合軍に敗北した後、未来で理想の戦車を作るべく90年の冷凍睡眠についていた（睡眠期間を含めての年齢は自称140歳）。どのような経緯や思惑があってかはハッキリ描かれていないが、目覚めてからメガノイドとなり、超巨大戦車ニーベルゲンを造り上げて万丈を戦車戦で倒そうとする。荒野に戦車をコレクションした博物館を築くほどの偏執的な戦車マニアで、ニーベルゲンを壊されることを極端に嫌い、身を挺して守ろうとすらした。ダイターンに敗れると、止まっていた時が流れたかのように塵となって消えた。
コマンダー・ウェナー
声 - 塩見竜介
第12話に登場。かつて火星を脱出した万丈のマサア・ロケットをタートルシップで追撃したものの、返り討ちにあっているコマンダー。時を経て、ワールド銀行の会長として万丈を晩餐会に招いて誘き出し、タツマキ円盤で拷問にかけて、火星から持ち出した金塊の隠し場所を教えるように迫る。そもそも金塊はウェナーが管理を任されていた銀行のものであり、ドン・ザウサーから勲章を授るほど信任が篤かったが、この失態から名誉は失墜し火星を永久追放されていた。催眠術の使い手でもあり、ダイターンを幻覚で翻弄するも見破られて敗北する。内部機構に何らかの欠陥もしくは問題があるらしく、子供の頃の万丈はウェナーと同様の初期型の旧式メガノイドが胸を押さえて苦しみながら壊れていく姿を、たくさん見てきたという。
コマンダー・ギルドン
声 - 木原正二郎
第14話に登場。かつて恐竜を滅ぼし氷河時代を創り出したと考えられる原始鳥ジュラバードを蘇らせ、再び地球を氷漬けにしようとしたメガノイドの考古学者。世界中の学者に自らの学説を否定された過去があるらしく、「ジュラバード発掘作戦」には彼らを見返す意味もあった。そのために原始ソルジャーを使ってジュラバード探検隊をでっちあげ、ダイターン3に発掘作業を手伝わせるとともに、万丈とジュラバードどちらも手に入れる計略を立てる。しかし、増長からコロスに尊大な態度をとったために不興を買い、ダイターンとの戦闘中にいきなり遠隔操作でデスバトルを自爆させられて処刑される。メガボーグにはならなかった数少ないコマンダーの一人。
コマンダー・ゼノイア
声 - 弥永和子
第15話に登場。特殊四次元空間を創り出して、旅客機・船舶・列車ごと人々をさらっていた。マリンスポーツを楽しんでいたレイカ・ビューティ・トッポ達を誘拐して万丈をおびき出し、洗脳液に漬けて自由意思を奪ってドン・ザウサーへの貢ぎ物にしようとするも、ハッキン抗体で対策済みだった万丈に反撃を許す。メガボーグとなっては、1度サン・アタックを食らったにもかかわらず、さらにダイターンを追い詰めるというしぶとさを見せたものの、2発目のサン・アタックで力尽きる。コロスへの嫉妬心が非常に強く、彼女に成り代わってドン・ザウサーの隣に立つことを夢見ていた。なお、コロスと万丈は第20話で初対面となるはずが、本話ですでにモニター越しとはいえ顔を合わせてしまっており、やや矛盾を生じさせている。
ラッド
声 - 安原義人
第16話に登場。メガノイドの少年部隊ブルー・ベレーの隊長で、街にパーティーの買い出しに来ていた万丈とビューティを部隊で襲撃する。ブルーベレーはもともとラッドの不良仲間で、世間から切り捨てられたとの疎外感を抱いていた少年たちで構成されており、メガノイドとなって世の中を見返してやろうと考え、その手先となっていた。しかし、万丈との戦闘で次々と部下を失い、最後の手段として残った部下3人（声 - 三ツ矢雄二、水島裕ほか）と一緒に合体してメガボーグ・ヤンガーになってダイターン3と対決するが、メガノイド（指揮官である側近）に見捨てられたことに加えて、幼い妹ケリーの必死の呼びかけによって（さらに妹の命の危機を万丈とともに救ったことをきっかけに）改心し、その兄妹愛を目の当たりにした万丈からも見逃される。
立場的にはソルジャー未満らしく（万丈暗殺成功の暁にはソルジャーへの昇格が、側近から約束されていた）、本来ならメガボーグになることはできないが、複数の携帯型“マクロ・メカ装置”と通常のマクロ・マシンとの併用で合体メガボーグになることが可能であった。
なお、「コマンダー特殊部隊」と言いながらもブルーベレーを指揮・扇動していたのは、コマンダーではなく側近であった。しかし、なぜ側近がわざわざこの作戦に出向いてきたのか、その背景や事情は描かれておらず不明。また、この側近はラッドたちに見切りをつけ、作戦を途中で放棄して撤退しているが、その後、再登場はしていない。
コマンダー・ダムデス
声 - 徳丸完
第17話に登場。古代ルーミス帝国の将軍であったが、いつ、どのような事情や経緯でメガノイドの忠実なコマンダーとなったのかはいっさい描かれておらず不明。ルーミスの皇帝アキラスよりも先に現代に目覚めて帝国復活の手引きをしたと思われるが、すでにすっかりメガノイドの思想に染まっており、帝国の超能力や超科学力をメガノイドのものとすると同時に、移民募集に応じてきた現代の人々をメガノイドの素体として確保しようと企む。被っているヘルメットによってアキラスの読心術を防げることから、背信行為を察知されず秘密裏に計画を進めるものの、帝国に潜入してきた万丈の妨害によって帝国内を戦場としてしまう。メガボーグとなっては、ルーミス帝国の主動力源から膨大なエネルギーの供給を受け、サン・アタックも通用しない超高熱を全身から発してダイターン3を圧倒したが、裏切りが露見したことでアキラスの逆鱗に触れ、ダイターン3との戦闘中に帝国からのエネルギー供給を断たれたうえに、アキラスを含む司祭たちの念動力によって処刑される。
コマンダー・スペシャルI号（スペシャル1号）
声 - 渡部猛
第18話に登場。個人名は無し。火星を脱走した自らの製作者であるミナモト（声 - 永井一郎）を追ってきた。デスバトルに装備されたダイン・バーという触手でマッハ・アタッカーの脱出を阻むなど、万丈のミナモト救出をことごとく妨害。ついにはメガボーグとなってミナモトを略取したうえで、追いすがるダイターン3を足止めし、全身をエネルギー体にして襲いかかるもダイターン・バリアーで弾き返され、サン・アタックによって倒される。しかし、死ぬ間際にエネルギー体のままダイターンに体当たりをして左足を吹き飛ばし、万丈のミナモト奪還を阻止した。
これまでコマンダーたちが敗北を重ねてきたのは、感情や欲望をコントロールできないことに理由があるとの分析から、その欠点を克服したメガノイドとして製作されたが、完成したスペシャルI号は単にドン･ザウサーの命令に従うだけでほとんどロボットに近かった。コロスはスペシャルI号の働きを高く評価し、ミナモトを利用した更なる研究開発の推進を目論んでいたが、それは果たせなかった。
コマンダー・バンチャー
声 - 加藤正之
第19話に登場。落ちこぼれコマンダーであり、たった二人の部下・出来損ないソルジャーのデガラシー（声 - はせさん治）とドビン（声 - たてかべ和也）しか与えられていない。超巨大鋸を備えた地球攻撃兵器・ブッターギルンを使って地球を輪切りにし、その断面を家畜とした人類の牧場にしようとする。なお、名前の由来は「番茶」であり、二人の部下の名前の由来はそれぞれ「出涸らし」と「土瓶」から。メガボーグになっても弱く、サン・アタックを使うまでもなかったダイターンに敗れるが、二人の部下を殺されて激昂すると言う「人の心」を残していたため、部下共々万丈に丁重に葬られる。
コマンダー・ラディック
声 - 池田秀一
第21話に登場。キッザ山に幻影の城を築いて、山を訪れる人々を美女たちの奏でる音楽で幻惑し、多くの自動車消失事件を起こして5,000名の人間を誘拐しようとしていた。独自の美学と美意識を持った芸術家タイプのメガノイドであり、自らもパイプオルガンを演奏するナルシシスト。一見すると二枚目だが実はマスクであり、素顔は醜悪であった。
確保した人間をコロスの元に送る際には、自作の音楽と新種の花束を贈ることを常としており、コロスはその趣向を理解できず煙たがっていたが、ラディックの最期の報を聞いた時には、彼から贈られた最後の新曲に耳を傾けている。なお、ラディックの配下のソルジャーは、珍しく男性と女性の混成だった。
コマンダー・ジミー
声 - 井上真樹夫
第22話に登場。ジミー・ディーンの名前で活躍する映画スター。映画プロデューサー・カルロス（声 - 大宮悌二）の招きで宇宙船ネプチューン号に集まった500人の映画スターたちを、メガノイドにしようと企んだ。しかしその正体や目的をカルロスは承知しており、実は本人のあずかり知らぬところで新作映画製作の片棒を担がされていた。専属のチアリーダータイプの女性ソルジャー（声 - 高木早苗、川久保静子、山本千鶴子）部隊を抱え、戦いの最中でもそのスター性や人気を万丈と張り合う。実は髪がカツラであることがダイターンとの戦闘中にバレてしまい、周囲の笑いものとなってヤケになったところを、サン・アタックとダイターン・クラッシュで倒される。
コマンダー・ジェノバ
声 - 上田みゆき
第23話に登場。4機のデスバトル・ジェノンバーによる特殊な機能を用いて、クロロペキン山などの休火山を爆発させ、都市を次々と溶岩で壊滅させる作戦を実行していた。火の精霊の崇拝者で、地上を炎で焼き払い清めようと考えている。メガボーグ形態では指から放つ火山弾のようなホーミングミサイルや口から吐く炎を武器とし、地中のマグマを吸い上げて浴びせかけるジェノンバーとの連携攻撃でダイターン3を追い詰めるが、水脈を利用した水攻めを受けたジェノンバーは熱膨張のために全滅し、自らの炎の攻撃も防がれ、サン・アタックによって倒される。
コマンダー（ドクター）・ガル
声 - 永井一郎
第24話に登場。コロスからはドクター・ガルと呼ばれていた、メガノイドの生物学者。遊園地の地下に巨大な空洞と研究所を建設し、人食い巨大キノコを培養して打倒ダイターン3に用いようとしていた。そのために遊園地にやって来た子供たちを誘拐し、その活力あふれる細胞のエキスを抽出して巨大キノコに与えていた。しかし、捕えていたトッポたちに脱走され、さらに突入してきたダイターン3によってキノコの培養地が戦場となったことで、自らメガボーグになって万丈に勝負を挑む。最後は意に反して、自身がキノコの胞子を浴びてしまい捕食される。
コマンダー・カトロフ
声 - 桑原たけし
第25話に登場。故マゼラン提督の脳を移植されたコンピューター戦艦マゼランを手に入れようとするが、人類もメガノイドも支配するという妄執に捕らわれたマゼランと敵対し、万丈と共闘することになる。ダイターンを庇って砲撃を受け体を失うが、首だけになってもその闘志は全く衰えず、マゼランに特攻を繰り返し、（万丈も内部から破壊活動を行っていたとはいえ）ついには相討ちになりながらも撃沈してしまう。その勇猛で苛烈な戦いぶりは、万丈をして「相手にせずに済んで良かった」とのレイカの言葉に同意せざるを得ないほどであった。なお、コロスは「マゼランこそメガノイドの理想の姿」と語ったが、カトロフはその言葉に疑問と反発を示していた。
コマンダー・ミレーヌ
声 - 浅井淑子
第26話に登場。一々メガノイドに改造しなくとも、効率的に人間を支配下に置く脳波コントロールシステムのテストを行うと同時に、これによって隷属化した人間の利用法を研究し、ピラミッドを逆さに重ね合わせたような基地（ミレーヌ城）を建設させていた。メガボーグとなってはゴージャスな金髪をダイターン3に巻き付けて、歌舞伎の連獅子の毛振りの如く振り回したほか、扱う剣からも精神コントロール波を発射することでダイターンを屈服させるが、人間離れした万丈の精神力によって精神支配を打ち破られ敗北する。コロスに反感を抱く女性コマンダーが多いなか、珍しく強く慕っている素振りを見せた。
コマンダー・エドウィン
声 - 嶋俊介
第27話に登場。巨大空中要塞スカイウォーターで海水を汲み上げては、都市に放水して大洪水を起こし、地上を人間牧場を作るために整地しようとしていたコマンダー。もともとは万丈が子供の頃、同じ場所に年に2度やってきて手品を披露していた、町から町を巡って旅する“さすらいの奇術師”だった。万丈にとっては、手品や奇術を教わっていたほどの憧れの奇術師だったが、年老いて生きていくことが苦しくなり、その境遇から逃れるためにメガノイドとなっていた。万丈の披露した手品に感心し、それを教えたという師と競ってみたいと口にするが、その人物こそ誰あろうエドウィン自身であった。メガボーグとなっても得意の奇術でダイターンを翻弄するが、錯覚を利用した簡単なトリック（残像現象を応用したサン・アタック）に嵌って敗れる。
なお、次番組『機動戦士ガンダム』の第14話にカメオ出演している。
コマンダー・ベルトリー
声 - 大木民夫
第28話に登場。密かにコロスに対する反感を抱いており、作戦を成功させてドンの側近としての地位を得ようという野望を持っていたコマンダー。金属やコンクリートを食い荒らす“バグ（メカ羽アリ）”の群れを使ってクラントン市を壊滅させて万丈をおびき出し、ダイターンの内部にバグを侵入させて破壊しようとした。しかし、対メガノイド用のイオン・プラズマ砲を駆使した万丈に侵入したバグを一掃されると、メガボーグとなってあらためてダイターンに戦いを挑む。メガボーグとなったその体は無数のバグの集合体であり、分散しては物理攻撃を避けてしまう上に、ダイターンに纏わりついて再び機体を侵食しようとするが、大気圏外からの急降下で生じる摩擦熱で体を焼き払われ、弱体化したところにサン・アタックを受けて爆死した。このときのダイターン3は内部の至る所を破壊されていたため（万丈とビューティ・レイカ・トッポの分業で操作されていたこともあって）挙動不審を極めたが、万丈を過大評価したベルトリーはそれすらも敵を焦らす作戦と勘違いし翻弄される。
コマンダー・アイサー
声 - 小山まみ
第29話に登場。アイドル的人気を誇る話題の美少女フィギュアスケーター。万丈に近づいて誘惑したうえで暗殺する計画を姉・リサーとともに実行するが、その万丈を本気で愛してしまい苦悩する。万丈との愛の逃避行では、二人で氷上スケートで華麗に追っ手のソルジャーを撃退するコンビネーションを披露した（この時、アイサーの靴あるいは足の〈?〉裏からブレードが飛び出して、スケート靴仕様となる特殊な装備を見せている）。しかし、リサーがメガボーグ化すると、アイサーの機能は停止してしまうという特徴があり、アイサーもメガボーグとなることで活動が可能となるものの、その場合もメインコントロールは姉の側にあって自由には動けない。その結果、強制的に姉と合体させられて4本腕の巨大メガボーグとなり、心ならずも愛する万丈と戦うこととなる。単体メガボーグ時は色以外は姉と同型（アイサーは赤）。劇中では双子とはいっさい語られていないが、その容姿は瓜二つで、アイサーは右目の下に泣きぼくろがある。
コマンダー・リサー（リーサー）
声 - 吉田理保子 / 渡辺久美子（スーパーロボット大戦シリーズ）
第29話に登場。アイサーの姉だが、アイサーと違ってメガノイドへの忠誠心が強い。また、恋愛がらみで男性に酷い目に遭わされた過去を匂わせる言葉を口にしており、極度の男性不信らしい。万丈に惹かれる妹をよしとは思っておらず、メインコントロールを握っていることを利用して強制的にメガボーグに変身させ、ともにダイターン3と戦わせる。なおも抵抗する妹の意思を無視し、合体して巨大メガボーグになりダイターンを追い詰めるが、アイサーの懇願を受けて放たれたサン・アタックの直撃を受け、姉妹そろって爆死する。単体メガボーグ時は色以外は妹と同型（リサーは青）。劇中では双子とはいっさい語られていないが、その容姿は瓜二つで、リサーは左目の下に泣きぼくろがある。女性コマンダーでありながら、珍しく男ソルジャーを従えている。
コマンダー・マゾニー
声 - 此島愛子
第30話に登場。自らが無理やり改造されたことで、メガノイドでありながらメガノイドを嫌う。その腹いせに女性たちばかりを拉致してソルジャーに改造し、騎兵隊を組織していた。メガノイドへの嫌悪はコロスに対する叛意をも抱かせ、万丈を倒した暁にはコロスも倒す腹づもりでいた。万丈との等身大での一騎討ちを執拗に望むが、いざ形勢不利となるや前言を翻し、メガボーグとなってダイターン3に戦いを挑む。しかし、騎兵に改造された悲劇の少女ルシアンの操る木馬が戦いに乱入し、その体当たりを受けて怯んでいるところにサン・アタックをくらって爆死する。
コマンダーZ
声 - つかせのりこ
第31話に登場。世界一の美女と自認していたが、愛用のメガノイドミラーのコンピューターが、世界一の美女として自分ではなく、女優のアクター蘭を挙げたことから、蘭をメガノイド博物館の陳列人形にして亡き者にしようとする。偶然、アクター蘭のボディガードを務めていた万丈にこれを邪魔されて戦うことになる。美しさこそ絶対の正義と信じており、メガボーグとなった際のその美貌には、万丈も思わず心奪われてしまうほどであった。女性コマンダーでありながら、配下として男ソルジャーを侍らせていた。
コマンダー・トーレス
声 - 藤本譲
第32話に登場。部下のソルジャー・タップに万丈の屋敷の位置を探らせ、目印の旗を立てさせて巨大要塞デススターの2,800mm砲で月軌道から遠距離砲撃しようと企む。玩具マニアであり、自室に多くのロボットや人形、乗り物の玩具を（中にはセル画も）広げて遊ぶ姿が見られた。タップが倒された後はデススターを地球に降下させ、トーレス軍団と称する巨大玩具（パンダメカやダイターン3の姿をした人形たち)でダイターン3に直接攻撃をかける。それらの愛するコレクションを破壊されて激怒したメガボーグ・トーレスの迫力は万丈をも怯ませるが、投げつけられたダイターン・ザンバーで腹を串刺しにされ、デススターに激突してもろともに大爆発を起こして果てる。自らの趣味の世界を万丈に「ガキっぽい」とバカにされるが、自身もそれが「嘘八百である」と理解しつつも愛しており、その自由奔放さをコロスも評価していた。
コマンダー・ドイル
声 - 戸田恵子
第33話に登場。独自に生体メガノイドを開発した、メガノイドの考古学者。担当声優が女性だったこともあって、資料によって性別がまちまちでハッキリしない。ポイントXと呼ばれる南シャングリアの古代アンカ帝国の遺跡・黄金都市エンドラドの調査をコロスに強く進言し、48時間という刻限付きで許可される。しかし、いざ遺跡調査に訪れると、神殿の奥に据えられていたオリハルコンの謎の力によって精神を操られ、遅れて遺跡に侵入した万丈チームと戦わされてしまう。万丈がオリハルコンの台座を破壊したことで自我を取り戻すと、メガボーグとなってあらためてギャリソンが操縦するダイターンに挑むも圧倒され、自ら敗北を認める。学者として「エンドラドは人間にもメガノイドにも制御できない異質の文明であり、手を出すべきでない」と悟り、万丈に遺跡の封印を託し、コロスが放った巨大ミサイル（核ミサイル）に特攻して果てる。エンドラドでも自由に活動できることから、自身もまた生体メガノイドであると思われる。人間を「下等動物」、メガノイドを「機械人形」と蔑み、かつ人類を継ぐのはメガノイドではなく、生体サイボーグであるとの信念を持っており、オリハルコンの力を手に入れて世界を支配することを密かに企んでいた。なお、ドイルのデスバトルと思われるメカは、全体像が不明ながら第9話に登場した戦闘ロボット・メッタンガーと外見が酷似している。
コマンダー・アントン
声 - 富山敬
第34話に登場。オネエ言葉で喋るメカ至上主義者で、メガボーグにならなかった数少ないコマンダーの一人。これまでの敗因がコマンダー個人の身勝手さにあるという考えから、そうした私情に左右されないメカによる物量で攻める作戦を実行する。タートルシップや、過去に登場した複製メカ（ニーベルゲン型戦車、ブッターギルン）、メガボーグと同型のロボット「メガロボット」（バンチャータイプ、ウェナータイプ、ウォン・ロータイプ）などを駆使して、訓練中だった万丈チームを襲撃する。首尾よく訓練用のダイタンク・ダイファイター・マサアを撃破するが、いずれも万丈が乗ったオリジナルではなかったことが誤算となり、ダイターン3にバンチャータイプ・ウェナータイプのメガロボットを各個撃破されてしまう。それでもなお戦いの一部始終をカメラで記録しつつ、自らウォン・ロータイプを操縦して月面でダイターンに挑んだものの敗れる。そのメカ一辺倒の考え方や作戦に一度は納得していたコロスも、顛末を見届けると「しょせんは使う者次第」と嘆息した。
コマンダー・ジライヤ
声 - 永井一郎
第35話に登場。フランケンの後任に当たるメガノイドの風紀委員長。自称：十三代目石川五右衛門コマンダー・ジライヤ。忍び装束を纏った忍者ソルジャーたちを束ね、自らを「頭領」と呼ばせている。万丈とは旧知の間柄である。脱走者であるフランケンとマリアの捜索のために、マリアの目撃情報を頼りにシン・ザ・シティでそれらしき美女ばかりをさらう「神隠し」事件を起こす。これに気付いた万丈に妨害されたあげくに、一騎打ちでパワーユニットを撃ち抜かれて壊されるが、スミカから自身のパワーユニットを託されたことで、あらためてメガボーグとなってガマロボットとともにダイターン3に挑む。戦闘ではサン・アタックも無力化するなどしてダイターンを追い詰めるものの、蛇が大の苦手という弱点を突かれ、その恐怖からメガボーグ化が解けて逃げ回る始末に終わった。
瀕死のスミカを前にして、実は彼女の傍に居たいがためにメガノイドになったという本心を明かす。その純愛を万丈も認め、ふたりは結ばれる。
コマンダー・スミカ
声 - 加川三起
第35話に登場。ジライヤの監視役を命ぜられた、コロス直属のコマンダー。ジライヤを粗野な男と疎んじていたが、作戦を監視する過程で陰ながら手助けをし、あるいは逆に窮地を救われるなどするうちに、ジライヤを理解し親しみを抱くようになる。遂には傷付いてなおダイターン3と戦おうとするジライヤに、自らの命も省みず（「自分には予備の回路が備わっている」と偽って）自身のパワーユニットを渡すという行動に出る。その後、ジライヤがダイターンに弱点の蛇を突き付けられて逃げ回っている最中に瀕死の状態で発見され、すべてを察したジライヤから秘めた想いを告げられると、この光景を目の当たりにした万丈から代わりのパワーユニットを提供されて、一命を取り留める。最後にジライヤと結ばれたその後の顛末までは描かれていないが、二人が愛に生きることを暗示させて物語は締めくくられている。
プロイド、タイマー、ヤルキー
声 - プロイド…丸山詠二 / タイマー…西川幾雄 / ヤルキー…水鳥鉄夫
第36話に登場。ソルジャーのいない三流コマンダー3人組。万丈に家族の幻影（声 - 信沢三恵子〈母〉、古川登志夫〈父〉、古川登志夫〈兄〉）を見せて、精神的に追い詰めようとした。3人が合体して1体のメガボーグになる（合体メガボーグの名称は不明）。
コマンダー・キドガー
声 - 森功至
第37話に登場。万丈の学生時代の友人の木戸川が正体。一流好みが玉に瑕だが根は善人。子供のころから常に2番手だったことに強いコンプレックスを持つ。万丈をライバル視するあまり志願してメガノイドとなり、正々堂々1対1の勝負をすることに拘る。しかし、万丈は木戸川が決して悪人でないことをわかっていたため、レイカらの助命願いもあり、メガボーグ・キドガーが左腕に装着していた携帯型マクロ・マシンを破壊して勝負を決着させた。その後、完全に身体を人間に戻すことは（技術的に難しく）できなかったが、万丈と再び友人に戻ることは叶った。
松（しょう）、竹（ちく）、梅（ばい）
声 - 松…青野武 / 竹…依田英助 / 梅…島田彰
第38話に登場。コマンダー候補生で、宇宙を旅する核融合反応の塊「青い鳥」の捕獲と引き換えに、コマンダーへの昇格をコロスに約束され張りきって任務に就く。しょっちゅういがみ合うなど、決して仲が良いとは言えない3人だが、合体して3面6本腕のメガボーグとなることができる（合体メガボーグの名称は不明）。「青い鳥」捕獲のために一時的に万丈と結託するが、作戦失敗後は代わりの功を立てるためにダイターンに襲いかかり、返り討ちとなる。
コマンダー・ネンドル
声 - 渡部猛
第39話に登場。伸縮自在の体を持ち、変装能力も備えた、コロスの会心作である新型メガノイド。自意識こそ持ってはいるものの、その行動はコロスによって遠隔コントロールされている。ビューティ観光会社のラビット号を乗客ごと拉致し、万丈をおびきだして追い詰める。タクシー運転者をはじめ、ストーンヒル博物館館長やビューティの父親にも化けてみせた。体が特殊高分子体で構成されているため、あらゆる攻撃を変幻自在に躱して万丈を驚かせるが、「サン・アタック乱れ撃ち」までは避けきれず爆死する。新型ゆえか、マクロ・マシンを使用せずにメガボーグ化した唯一のコマンダーだが、その原理は不明。
コマンダー・ダルシア
声 - 桑原たけし
第40話に登場。火星に侵攻する万丈たちのマサア・ロケットを迎え撃つドアン部隊の指揮を執った。激しい交戦の末、ドアン部隊は3機を残してほぼ壊滅状態となり、最後はただ1機残ったギャリソンのマサア・トップによるトリッキーな戦法に敗れ去る。
物語に登場する最後のコマンダーと考えられる。

#### コマンダー以外のメガノイド
ガスマン
声 - 加藤正之
第3話に登場。コマンダー・ベンメルの部下であるソルジャー。捕獲した旅客機や船舶に乗っていた人間たちを、メガノイドにするために選別するのが本来の任務であったが、自分の趣味嗜好に執着する上官の身勝手な命令に振り回される。それら積み重なった不満からついにはデスバトルを奪って謀反を起こすが、メガボーグとなったベンメルに文字通り叩き潰される。
ドクター・アニマッド
声 - 八奈見乗児
第6話に登場した、メガボーグの技術者。自分勝手な研究ばかりをしたため死刑宣告を受けていたが、ダイターンの打倒を条件にコロスに許されていた。しかし、その約束を守る気もさらさら無く、万丈やビューティをインパラと合成してケンタウロスにするという妄執に拘る。アフリカのジャングルの奥地に実験施設を備えた奇怪な邸宅（アニマッド研究所）を構え、自身が生み出した合成獣アンヘルムを飼育している。このアンヘルムにもマクロ細胞が組み込まれているらしく、メガボーグとなったアンヘルムに搭乗してダイターン3と戦った。
劇中では明言されなかったが、メガノイドに協力する人間であってメガノイドではないとする資料がある。
デカダン
声 - 加藤修（現・加藤治）
第14話に登場。コマンダー・ギルドンの副官として働くソルジャーであり、原始ソルジャーたちを指揮して「ジュラバード発掘作戦」を遂行した。奪ったダイターン3で万丈に襲いかかるが、同乗していたビューティに隙を付かれて銃を奪われ射殺される。
側近ドナウン
声 - 寺島幹夫
第13話に登場。ミラーマシンを使ってバリヤーに包まれた立体映像空間を創り出し、宙に浮いたエリントン市とネロス、ベンメル、ブランドルの3体のメガボーグの幻影でダイターン3を罠に嵌めるミラグロア作戦を実行したが、たまたまダイターンには肝心の万丈ではなく訓練中のレイカとビューティが乗っていたため想定通りに事が運ばず、万丈にデスバトルに侵入されたうえに破壊され失敗。最後はメガボーグ・ネロスを模した巨大戦闘ロボットに自ら乗り込んで、あらためて万丈の操るダイターン3に勝負を挑んだものの敗れる。
やたらと側近であることを強調し、コマンダーを下等な階級と見下すなど虚栄心が強い。また、内心ではドン・ザウサーやコロスに激しい反感を抱いており、作戦成功の暁には地球を拠点として反旗を翻すつもりでいた。一方のコロスも、自身とドン・ザウサーの秘密にドナウンが気付いていたのではと勘繰っており、戦死の報を聞いてそれも良しとして納得する素振りを見せた。
なお、レイカとビューティが戦った3体の幻影を含む戦闘シーンは過去のフィルムを流用（ただし、一部新規描写もあり）している。
側近A、B
声 - 田中崇(A)、滝雅也(B)
第20話に登場。コロスに従って、前進基地へ乗り込んできた万丈と対峙した。コロスのレーザー簾によって身動きできない万丈をナイフで刺し殺そうとするが、寸でのところでレイカとビューティに邪魔をされ、逆に特殊な煙幕（スモーカー）で体の自由を奪われる。作戦終了後はコロスとともに火星に帰還したものと思われる。第20話ではこの他に、基地が「バリア崩し」に曝されていることをコロスに報告する別の側近も登場している。なお、第40話でドン・ザウサーとコロスの左右に控える側近と同一人物たちであるかどうかは判然としない。
パットン
声 - 緒方賢一
第26話に登場。コマンダー・ミレーヌに心酔し、命令を忠実に実行するソルジャー。脳波コントロールによって基地建設に従事する人間たちを、厳しく監督していた。洗脳から解放されたビューティの「魔球メガノイド殺し」（実は単なる石つぶて）によって倒される。
ルシアン
声 - 川島千代子
第30話に登場。女性ばかりを拉致してはメガノイドにするコマンダー・マゾニーによって、騎兵型ソルジャーに改造された少女で、脳改造の途中で万丈の攻撃により手術が中断し、意識を取り戻す。改造された自らに絶望し、「動き回ったら壊れる」というドクタータイプのソルジャーを振り切って、木馬メカでメガボーグ・マゾニーに復讐しようと体当たりをかけるが、マゾニーの槍にコクピットごと貫かれて果てる。
タップ
声 - 徳丸完
第32話に登場。トーレスの忠実な部下であるソルジャー隊長。部下たちと共に2台の偽装バスに分乗して万丈邸を探し回り、月軌道からの砲撃の目印になる超電磁発信機付きの髑髏の旗を立てようと奮闘する。しかし、これに気づいた万丈たちと旗を巡っての追跡劇を繰り広げ、最後はマッハ・パトロールの攻撃を受けて、乗っていた偽装バスごと崖から海に転落し爆死した。配下のソルジャーたちには「せっせ、せっせ」と言いながら指差す独特の指示出しを行う。無言でおかしな身振りにより指示を出す場合もある。
サタン・ソルジャー（サタンソルジャー）
声 - 戸谷公次、水島裕、鈴木清信
第33話に登場。コマンダー・ドイルがポイントXの調査に同行させた翼人型ソルジャー。ドイルが独自に開発した“生体メガノイド”（“生体サイボーグ”とも言われる）で、通常のメガノイドと異なり、電子機器が使われていないため、エンドラド周辺に作用していたアンチ・エレクトリック・パワーの影響を受けない。人間を機械と融合させた姿こそ理想と考えるコロスからは、“生体メガノイド”は邪道と評されている。エンドラドの壁画に描かれていた異形の者がデザインの元となっており、背中にある翼を使って自在に空を飛び、手に持った大鎌を武器とする。
忍者ソルジャー
声 - 古川登志夫
第35話に登場。ジライヤの命令で万丈を狙うが、以前にジライヤと面識があり、その戦術を知っていた万丈からあえなく返り討ちにされる。
ドグマン
声 - 矢田耕司
第37話に登場。キドガーの部下として任務に着くが、密かにコロスと連絡を取って、コマンダーへの昇格と引き換えに万丈抹殺を任される。レイカ達を人質にとってダイターン3打倒を画策するが、万丈と正々堂々の勝負を望むキドガーの怒りを買い、デスバトルから引きずり出されて地上に弾き落とされ爆死する。
ゴースト
声 - 広瀬正志
第40話に登場。火星に侵攻するマサア・ロケット部隊の迎撃に出撃したドアンの1機に乗り組んでいたメガノイド士官。先行して火星に向かう万丈のマサア・トップを、ドアン部隊の3分の1を引き連れて追撃するも早々にただ1機となり、地表付近での激しいドッグ・ファイトの末、火星の地形を熟知した万丈に後ろを取られて撃墜される。
双葉社『ザンボット3・ダイターン3大全』では髭のコマンダーと解説しているが、コスチュームが側近のものであることから（格下であるコマンダーの指揮下にあることはやや不自然ではあるが）、コマンダーと見るには疑問が残る。

### ゲストキャラクター
土田
声 - 竜田直樹
第1話に登場。インターポール・アカデミーに所属するレイカの相棒で、共にサンドレイク卿による美女誘拐事件の捜査に（カメラマンに化けて）当たっていた。美女たちを乗せた大型トラックの底に密かにへばり付いていたところを、メガノイドに見つかって銃殺されてしまう。
ピノ
声 - 栗葉子
第4話に登場。トッポの遊び仲間の少年。仲間たちとスカイモービル（オートジェット）に乗って、トッポのバッファロー・ミルと荒れ地での競争に興じていたところ、ガルゴが工業都市・デリアを消滅させるのを目撃。続けてデスバトルのブリッジに父親の姿を見かけたため後を追跡し、メガノイドのコマンダー・デスサンダーとなってしまっていた父の悪行を知ってしまう。あまりのショックに現実を受け入れられず、「本当の父はメガノイドに騙されてどこかに連れ去られてしまったのだ」と自分に言い聞かせて、将来はダイターンのようにメガノイドと戦うと決意する。
チョビ/チッチ
声 - 小山まみ
第4話に登場。トッポやピノたちとスカイモービル（オートジェット）に乗って荒れ地で遊んでいた際に、目撃したデスバトルを追って行ったピノに続いて太陽エネルギー研究所を訪れたことから、コマンダー・デスサンダーに捕まって監禁される。第4話ではチョビであったが、第24話では“チッチ”の名で再登場し、またしてもメガノイドに捕まって、巨大キノコの栄養分として細胞のエキスを抽出される目に遭ってしまう。トッポは兄貴分として何かと世話を焼いており、チッチもまた「トッポ兄ちゃん」「兄ちゃん」などと呼んで慕っていた。
ラッドの両親
声 - 清川元夢、牧野和子
第16話に登場。父は教育評論家で、素行の悪い息子・ラッドによって自分の立場を脅かされることを懸念し、諍いが絶えなかった。そのため2年前に家出をして音信不通だったラッドが顔を見せても、対話すら拒絶する有様であった。その本心がどこにあるかまでは描かれておらず不明だが、再び家を出て行ったラッドが父親についても別れの言葉を口にしていることから、互いに一定の理解は得られた模様。母はラッドの身を案じつつも、一方で「ラッドは若い頃の夫にそっくりだから大丈夫」と信頼と理解も示していた。
ケリー
声 - 潘恵子
第16話に登場。ラッドの妹。兄想いの優しい少女で、2年ぶりに家に戻って来たものの、すぐまた姿を消した兄・ラッドを追って、森でブルーベリー隊と交戦中の万丈たちと出会う。事情を知って、失踪中にメガノイドとなっていたラッドにショックを受けつつも、万丈に兄を助けてくれるよう懇願する。そのまま戦闘に巻き込まれてしまうが、メガボーグとなった兄に対しても懸命に説得を試み、結果的にケリーの存在がラッドを改心に導く。趣味は絵を描くことで、父親からは反対されているものの、ラッドからは夢は捨てず好きなことは続けるよう言われ、物語のラストでは再び町を出て行った兄を想い、その姿をカンバスに描いていた。
アキラス
声 - 加藤精三
第17話に登場。かつて争いの絶えなかったムーやアトランティスを滅ぼし、自らも海に沈んで眠っていた古代ルーミス帝国の皇帝。先に目覚めていた帝国の将軍ダムデスの手引きで現代に蘇ったルーミス帝国は、平和になった（と思っていた）世界から広く移民を募集し、アキラス自身も訪れる移民希望の現代人たちを歓迎していた。しかしダムデスの裏切りと、実はいまだに平和な世の中になっていなかったことに大きな失望と怒りを抱き、地核破壊機を通じてルーミスの司祭たちの超能力を結集し、全世界に天変地異を起こそうとする。念動力や人の心を読む力を持つことから、レイカの心を読んでメガノイドの実態と争いの事情を理解するも、なおもターゲットを帝国を戦場にしたメガボーグ・ダムデスとダイターン3（万丈）に絞って念動力で始末しようとする。最後はレイカの必死の想いが生んだ思念の力に畏怖を覚え、万丈の処刑を中止してレイカを解放し、帝国を海に沈めて再び深い眠りに就いた。
レーネード
声 - 加川三起
第17話に登場。古代ルーミス帝国の司祭官にして、アキラスの忠実な部下である女官。アキラスに続いて他の司祭たちよりも一足早く目覚め、冷凍睡眠から司祭を目覚めさせる作業を行っていた。なお、レーネードをはじめとする司祭たちも超能力を持っており、地核破壊機によってその力を束ねて天変地異を起こしたり、強力な念動力を結集して遠隔地の対象を破壊したりすることができる。
ミナモト
声 - 永井一郎
第18話に登場。破嵐創造の助手であった科学者で、かつてメガノイドたちが反乱を起こした火星から万丈が脱出した際には、彼を逃がす形で火星に留まった。その後は、メガノイド製造の第一人者として生かされ従わされていたが、心中では破嵐創造の遺志を継いで人間と協調できる真のサイボーグの開発を目指していた。しかし、その原型を利用されて完成した、感情や欲望を克服したコマンダー・スペシャルI号が、単にドン･ザウサーに忠実に奉仕するロボットのような存在であったことから研究に恐怖を抱き、藁にもすがる思いで万丈を頼って地球に脱出してきた。メガノイドの元で従わされてきたストレスから、万丈との再会時には髪が白髪化してしまっている。
最終的に万丈の奮戦虚しく捕らわれ、デスバトルへ連行されてしまったことから、ついには自暴自棄となって銃を乱射。一人でデスバトルを占拠したものの、完全に憔悴しきってしまったミナモトは、万丈に謝罪するとともに「もはやともに戦う勇気も気力もない」「メガノイドの手の届かない所へ行く」と告げて後を託し、失意のうちに宇宙のいずこかへと去っていった。
マゼラン
声 - 雨森雅司
第25話に登場。元は地球軍の提督で、旧型の駆逐艦を指揮しデスバトルを13隻も沈めた。病没後、その頭脳を戦艦のメインコンピューターに据えられたが、勝手に改造されたことを恨み、また、巨大な力を手に入れたことで己を過信し、人類とメガノイド両方を支配しようと企む。マゼランの頭脳を載せた戦艦については、戦艦マゼランを参照。
ビューティの父親
声 - 今西正男
ビューティ観光会社の社長。第19話では月旅行ビジネス開拓のため、万丈たちに宇宙船ビューティ号のテスト飛行を依頼。第39話では本人のほか、コマンダー・ネンドルが変装した姿としても登場する。かつて万丈の父・創造の研究に10%の出資をしているが、万丈との間に特に遺恨やわだかまりなどなく、現在でも付き合いがある。娘との関係も決して悪いわけではなく良好だが、父親がメガノイドの誕生に寄与してしまったという罪の意識から、万丈の元で危険なアシスタントに就いているビューティのことを、内心気にかけている（第39話）。
タリー
声 - 松尾佳子
第22話に登場。映画スターのジミー・ディーンにぞっこんの少女で、映画の撮影だと騙されてジミーに人質として利用される。ジミーがメガノイドと知ってもなお応援し続けていたが、彼を倒した万丈にあっさりと心変わりしてメロメロとなり、事件解決後には万丈邸にまで押しかけてくる。
カルロス
声 - 大宮悌二
第22話に登場。映画界の大物プロデューサーで、500人の映画スターを自ら所有する遊覧宇宙船ネプチューン号に招いて新作映画発表会を開き、その護衛を万丈に依頼した。にもかかわらず不審な行動を取っていたために、万丈たちからメガノイドではないかと疑われもしたが、実はメガノイドによる騒動を利用して万丈主演の映画『スペースウォーズ』を撮ることが目的だった。なぜかジミー・ディーンがメガノイドであることも知っており、万丈ともども手玉に取ってその顛末をフィルムに収める。計画はまんまと成功し、完成した映画は大ヒットを飛ばす。
アクター蘭
声 - 江川苗子
第31話に登場。ボディガードに就いていた万丈が見とれるほどの美人女優。メガノイドミラーから世界一の美人として名を挙げられたことで、持ち主であるコマンダーZから激しい嫉妬を抱かれ狙われる。自らの美貌に絶対の自信を持っている反面、性格は我が侭で傍若無人、不平不満ばかり漏らしては万丈たちの手を焼かせる。コマンダーZが倒された後には、レイカやビューティーと美しさを競い合う姿が見られた。
破嵐 創造（はらん そうぞう）
声 - 仲木隆司
万丈の実の父親。サイボーグ工学の権威で、ビューティー観光会社などの支援を受け、宇宙開発用のサイボーグとしてメガノイドを生み出した張本人でもあり、メガノイドたちが暴走し、さらにはそのメガノイドを万丈が憎み戦う構図も作った、いわば本作の物語における真の元凶。サイボーグ開発の実験のため、妻と長男を改造した上に死なせてしまったことから、万丈からも激しい憎悪を抱かれていた。いつ、どのようにしてかは不明だが、物語ではすでに死亡しているらしい。
第36話では幻影として登場し、万丈を心理的に追い詰めることに利用されるが、それがかえって万丈のメガノイドへの憎悪を再燃させる結果となった。また、最終話となる第40話でも、幻聴として万丈に語りかけており、「ドン・ザウサーは一時的に不完全な形で目覚めたにすぎない」との助言を与えているが、万丈からは完全に拒絶されている。
ナレーション
声 - 野島昭生（第17話）

## 登場メカ

### ダイターン3
デザインは大河原邦男。大河原は1976年放映の『ゴワッパー5 ゴーダム』で既に主役ロボットのデザインを行っているが、主役ロボットのゴーダムはロボットに要塞基地を加味したコンセプトがあり、ヒーロー的なスタイルを敢えて外したデザインとなっていたため、大河原ヒーローロボットの原点はダイターン3のデザインにあると言える。
日本の甲冑、日本の戦国時代の鎧武者をデザインモチーフにしている。それは頭部の巨大な角（兜の鍬形）、胸板（大鎧の胴前部の最上段にある板）、大袖状に段差が連なる肩といった点からも見て取れる。ダイターン3でも採用されている鍬形をモチーフにしたデザイン意匠は、以降も大河原ヒーローロボットのデザインとして継承されていくことになる。
ダイターン3
破嵐万丈が操る対メガボーグの戦闘ロボット。元々はメガノイドの機械部分をテストするために造られた実証実験機だったが、万丈が奪取し改造したものである（第34話）。身長120m、体重800tの巨大さを誇る。動力源は太陽エネルギー。超戦闘機形態のダイファイター、超戦車形態のダイタンクに変形可能。ダイターン3の「3」は三形態に変形できることを指す。
ダイターンの召喚は、万丈が首から提げている“ダイターン・ペンダント”をかざし、大声で「ダイターン・カムヒアー!」と叫ぶことで指令電波が発信されて実行される。指令を受信すると、万丈邸に近い沖合の海底に定置するマサア・ロケットの格納庫から、ダイファイター形態で発進、通常は合流したマッハ・アタッカーを格納したあと、そのコクピット・ブロックが頭部に移動して固定され「チェンジ、ダイターン!」のコールでダイターン3に変形する。
ダイターン3の操縦は頭部に移動したコクピット・ブロック内で行われるが、コクピット・ブロックが固定されたそのすぐ下の位置にサブ・コクピットがあり（第7、18話ほか）、しばしばそちらで操縦することもあった（第7、13、18、25、33話ほか）。なお、サブ・コクピットはその他にも全身に数箇所あると思われる（第28話）。
本編では顔の表情がコロコロと変わったり、時にはすねたりもする（第13話）ことから、どうやら意思を持っているらしい。メガボーグ・ミレーヌにワインを飲まされた時には、酔っ払ったかのようにしゃっくりをしたこともある（第26話）。
出力は5,000万馬力で、装甲材質は超鋼金属Dα製。
武器
ダイターン・ザンバー（ダイターンザンバー）
鍔が閉じた柄のみの状態で膝当ての裏に格納されており、「ダイターン・ザンバー」の掛け声と共に飛び出し、鍔が開いて発生したレーザー（光のエネルギー）が実体化して、諸刃で鋭利な二等辺三角形（底辺は直線ではないので、厳密には三角形ではない）の独特の刀身を形成する。ダイターン3はしばしば二刀流を披露している（第1、10、18話ほか）。第11話では左膝から3本目を取り出しているとも見える描写があるが、詳細は不明。第37話では「ダイ・ザンバー」と呼称されている。
ダイターン・ジャベリン（ダイターンジャベリン）
伸縮自在の柄を持つ槍。名前の通り投槍として使用する他、通常の槍のように突いたり、敵の武器を刃や柄で受け止めたりする。膝当ての裏に収納されていて、通常は「ダイターン・ジャベリン!」の掛け声とともに縮んだ状態（最小20m）で飛び出したものを伸ばして（最大200m）使用するが、「ダイターン・ジャベリン伸びろ!」とコールする場合も多い（第1、6、13、16話ほか）。第15話では先端だけを飛ばして遠隔操作で攻撃するという、珍しい使い方を見せた。
ザンバーとファンとジャベリンはいずれも膝当ての裏から射出され取り出す。ザンバーとファンは左右の膝にそれぞれ格納されているが、ジャベリンは1本しか取り出されたことが無いので、同様に両膝に格納されているかは不明。
ダイターン・ファン（ダイターンファン）
一種の鉄扇。閉じた状態で両膝の武器庫に格納されている。殴りつけたり投擲武器として使用する他、広げた状態で盾として敵の攻撃を受け止めたり、扇いで炎（第35話）や巨大キノコの胞子（第24話）を払ったりもできる。半円状に広げた2枚を組合せることで円形の盾としても使用可能で、蝶番部分にはそのための接続部と鎖分銅が付いている。また、劇中での実際の使用例は無いが、鎖分銅部分同士を接続してヌンチャクのような形（ただし、扇を広げた状態）にした図が設定画に描かれている。
ダイターン・ミサイル（ダイターンミサイル）
下腹部から発射されるミサイル。通常弾のほかナパーム弾など、複数の弾頭を持つ。
ダイターン・ハンマー（ダイターンハンマー）
鎖で繋がれたトゲ付き鉄球。相手に投げつけてダメージを与える。踝部に格納されている（両踝に格納されているかは不明）。
ダイターン・キャノン（ダイターンキャノン）/ダイターンレッグキャノン/ダイターン・レッグ砲
足の裏から発射されるキャノン砲。数種類の弾頭を使い分けられる。ダイタンク時には主砲として使用される。「ダイターン・フット・キャノン」（第28話）や「レッグ・キャノン」（第37話）と呼ばれる時もある。なお、キャノンの発射口はジェット・ノズルも兼ねている（第10、12、27、28、34話など）。
ダイターン・ウェッブ
両腕部に付いている十文字の飾り。通常は取り外して手裏剣のように投げつけて攻撃するが、腕部に付けたまま回転させることで、さながら回転ノコギリのように使うことも可能（第26話）。また展開して円形の盾・ガード・ウェッブ（ダイターン・ガード・ウェッブ）としても使われる（第19、34話）。
ビッグ・ウェッブ/ダイターン・ビッグ・ウェッブ
胸部に付いている太陽エネルギー吸収板を兼ねた十字のエンブレムを、両腕のダイターン・ウェッブと同様に投擲武器（手裏剣）として使用。使用時には刃となる四方の十字が伸長する。
ダイターン・スナッパー（ダイターンスナッパー）
先端に分銅が付いた鞭。先端の分銅は手錠のような形状に変形させることができ、捕縄としての機能もある。腰側面のホルスターに格納されている。
クロス・ダート（クロスダート）/ダイターン・クロス・ダート
掌から発射される投網状のビームで、実際に投網としての（捕縛）機能も持つ。右手から放つことが多いが、第20話では左手、第38話では両手から放っている。
第5話では飛ばした右の拳の掌から放射するという、特殊な使い方をしている。
ダイターン・バリヤー
ダイターン3の全身から発するバリヤーで、エネルギー体となって纏わりついたメガボーグ・スペシャルI号を弾き飛ばした（第18話）。
ダイターン・スモーク
ダイターン・ミサイルの発射口から噴霧する煙幕（第27話）。
サン・ビーム（サンビーム/サンレーザー）
サン・アタックの発射板（額の日輪）から照射される光線。ダイターンの機体を氷漬けにされた際には、これを溶かすために使用したほか（第14話）、瞬間的に放出することで相手の武器を破壊することもできる（第10話）。なお、ダイファイター時に機首から発射する光線をサン・ビームと記す資料もある。
サン・アタック（サンアタック）
ダイターン3の必殺技。「日輪の力を借りて、今、必殺の、サン・アタック!」の台詞と共に額の日輪から太陽エネルギーの光弾（サン・ビーム）を発射して相手に浴びせる（なお、決め台詞は話によっては多少のアレンジあり）。光弾を受けた部分は極度に劣化し、その内部構造を変化させたのち破壊する。通常はその後、「ダイターン・クラッシュ!」の掛け声と共にサン・アタックを浴びせた部分にドロップキックを、トドメとして追い討ちで放つ。これをくらった相手は体を円筒状に貫通されて爆死する。サン・アタックのビーム（サン・ビーム）は連射も可能なため、狙いの定まらぬ敵に対しては「乱れ撃ち」を放って撃破している（第39話）。なお、内部に潜入したメカ羽アリ（「バグ」）によって変型機能を破壊された対ベルトリー戦では、ダイターンの各部に配置されたサブ・コクピットに同乗したレイカが右腕、ビューティが左腕、トッポが両脚の操縦を分担した結果、メチャクチャなポーズで発射された（第28話）。
※武器として使われたことは無いが、ザンボット3のアーム・パンチのように拳を切り離して、遠隔操作で飛ばすことができる（第5話）。
ダイファイター
ダイターン3の飛行形態。全長100m、全幅50m。武装はダイターン・ミサイル、空中爆弾、ダイファイター・レーザー、破壊光線（サン・ビーム）（第12、23、34話）、ダイターン・キャノン（第12、34話）など。出力5,000万馬力。重力下での最大飛行速度はマッハ20。また、宇宙空間では光速、あるいは光の速さに近い速度（亜光速）で飛翔する。徳間書店『ロマンアルバム』では、“噴射ノズルなどの推進装置に相当するものが見当たらないため、磁力場推進もしくは重力場推進ではないか”との記述があるが、ダイターンの足の裏のキャノンの発射口は、ジェット・ノズルも兼ねていることが劇中の描写で判っている（第10、12、28、34話など）。
なお、変形機能を持たない廉価版の訓練用ダイファイターも製造され、ビューティが操縦してメガノイドのフラッシュファイターとドッグファイトを繰り広げたが、タートルシップの一斉砲撃で敢え無く撃墜されている（第34話）。
マサア・ロケット格納時もこの姿である。なお、マサアは第7話で「ダイターン・ファイター」と呼称している。
ダイタンク
ダイターン3の巨大戦車形態。全長80m（100m）。両脚の部分が砲塔となり、ジェットエンジンを作動させて動く。出力5,000万馬力、最高走行速度200km/h。ダイターンの背中にあるときのキャタピラは3輪だが、ダイタンクに変形すると伸長して5輪になる。最大射程108kmの800m砲2門を備える（ダイターン・キャノン/レッグキャノン砲/ダイ・キャノン砲）。設定ではガード・ウェップやバック・ミサイル（ダイターン・ミサイル）といった武装を備えていることになっているが、劇中では未使用。他に使える武器が限られるため、出番は少ない（登場は第3、7、8、11、12、34話）。本来の設定では主翼の無い、腕部を露出したデザインだが、第3話と第8話ではなぜか腕部にアームカバー&主翼を装備している（なお変形玩具の中には、このアームカバー付き形態にすることが可能なものもある）。
なお、（訓練用ダイファイターと異なり）ダイターン3への変形機能も備えた訓練用ダイタンクも製造され、トッポが操縦してメガノイドの複製ニーベルゲンと戦車戦を展開した結果、砲塔のある両脚部分を失うほどの損害を被った（第34話）。
マッハ・パトロール
破嵐万丈の愛車にして、小型戦闘機マッハ・アタッカーに変形可能な特殊車両。屋根に回転式の赤色警告灯（パトライト）があり、車体は上が白・下が青のツートーンで、ドアには黄色の六芒星マークというハイウェイパトロールカーに近い外見をしている。全長5.8m、重量3.0t。出力1,000馬力、最高走行速度は500km/hの水陸両用車。ボンネット上に配置された2門のマッハ・バルカン（第4話ほか）、撒菱のマッハ・ピック（第1、8話ほか）、風船型爆弾のマッハ・バルーン（第11話ほか）、煙幕のマッハ・スモークなどの装備を持つ。ほかに第21話や、第32話においてマッハ・パトロールの形態で、ミサイルを左右のヘッドライト付近から発射する描写があるが、いずれもハッキリと発射の様子が映っていないため詳細は不明。また、敵メカによる拘束から逃れるために「溶解電波」なる機能を使ったことがあるものの、効果が無かった（第39話）。
コクピット天井に変形用のレバーを前方に押し出すことで、飛行形態マッハ・アタッカーへの変形機能が作動する。変形時のコールは「マッハ・アタッカー、チェンジ」ほか。ルーフ部は搭乗時にはスライドして開閉する。なお、ダイターンと同様に無線で呼び寄せることも可能である。
マッハ・アタッカー
マッハ・パトロールが非常事態や状況に応じて変形する戦闘機形態。全長7.9m、重量3.0t。出力5万馬力、最高飛行速度はマッハ10。空陸海、さらには宇宙でも（第20、22話ほか）運用可能な万能小型戦闘機であり、両翼のマッハ・バルカン（第1、2、7話ほか）、車体両サイドに露出しているマッハ・ミサイル（第3、4話ほか）、撒菱のマッハ・ピック、風船型爆弾のマッハ・バルーン（第2、7、15話など）、両翼端から伸びるビームでできた刃のマッハ・カッター（第18話）、機首にある2門のレーザーなどで武装しているほか、レスキューネット（第25話）を装備している。ダイターンと同様に無線で呼び寄せることも可能である。
操縦席ブロックは、マッハ・アタッカーがダイファイター（ダイタンク）の後方/ダイターン股間部のハッチから進入してドッキングした後、分離して頭部に移動しダイターン3のコックピットになる。

### 万丈側メカ
マサア・ロケット（マサアロケット）/宇宙船マサア/マサア・シップ
万丈が火星から逃れてくる際に、生計の原資として母親が用意した金塊とダイターン3を積んで乗ってきた全長2,600m、最大推力1億tという超巨大ロケット。単機で大気圏離脱および突入が可能で、ダイターン3を宇宙で運用する時は母船として使われた。機体は長大なブースター部分と、宇宙戦闘機としても優れた“マサア・トップ”で構成されており、さらにマサア・トップは脱出艇となる先端のマサア・カプセルと、中央の球形部分と、ダイターン3が格納されている本体部分とに3分割できる。武装はマサア・トップ部に強力なビーム砲2門と、その他にも機体各所に無数のビーム砲を備えている。なお、かつて万丈が火星の重力圏を脱出する際には、ブースターの下部にさらに大気圏離脱ブースターを4基増設していたが（第12話）、最終話ではブースターを増設せずに地球から宇宙に向けて発進している。
ふだんは万丈邸に近い沖合の海底に定置しており、ダイターン3の基地として機能している。万丈邸の地下施設とは透明チューブで繋がっており、海中を通っての往来が可能（第7、40話）。
第34話でレイカとビューティの訓練用に1機（メガノイドのタートルシップとの戦闘で轟沈）、最終決戦ではさらに4機が新たに建造され、ビューティ、レイカ、トッポ、ギャリソンが搭乗してメガノイドの宇宙戦闘機ドアンの大部隊と宇宙空間で交戦、相討ちの形で全船喪失する（第40話）。訓練用はオリジナルよりも性能が劣るようだが、最終決戦に投入された量産型はオリジナルより高性能と一部の書籍に記述されている。
ミスター・グリーン（ミスターグリーン）
主にレイカの乗る単座の小型戦闘機。その名の通り緑色の機体で、垂直離着陸が可能。全長5.6m、最高速度はマッハ2.5。普段は収納されているが上部に小さな回転翼も備えており（第5話）、武器としてミニ・バルカンとミサイルを装備している。まれにビューティが操縦することもある（第11話）。
ミニコプター・ピンキー/レディ・ピンキー/ピンキー
劇中では通称で「ピンキー」としか呼ばれていない。主にビューティが操縦する並列複座の小型ヘリコプター。その名の通りピンク色をしている。全長4.8m、最高速度250km/h。機体にはプロペラ左右一対がお互い干渉しない様、軌道が重なる形で斜めに付いているほか、左右のユニットがジェットもしくはロケット推進器になっていて（第28話）、プロペラが損傷した際には垂直着陸するためにも使用している（第18話）。武器として機体下部に小型の誘導ミサイルと機銃（第35話）を装備している。まれにレイカが操縦することもある（第3、18話）。
ギャリソン・スペシャル（ギャリソン＝スペシャル）/ギャリソン・トレーラー
ギャリソンが運転する大型トレーラー。全長23.3m、最大積載量65t、重量35t、最高速度180km/h、3,000馬力。移動司令室として機能するほか、コンピュータールームやメカドックも備えている。コンテナの屋上を展開することで使用可能となるカタパルト（第4話）や、大型キャノン砲（第5、23、24話）、クレーン（第24話）を装備し、さらにギャリソン・ミサイル（蝶ネクタイ型の翼と口髭型のエムブレムが付いている）を撃つこともできる（第13、15話）。
ギャリソン・クルーザー（ギャリソンクルーザー）
第14、27話に登場した大型輸送機で、フロントに大きくダイターンのエンブレムが付いている。ミスター・グリーンやピンキーを搭載可能で、ギャリソン・ミサイルやネットも装備している。最高速度は不明だが、第14話では万丈邸から北極まで28分で飛行して見せた。
バッファロー・ミル（バッファローミル）
万丈所有のバイク。水平対向1ℓエンジン搭載。前方を向いた2つの円形のシャッター部それぞれに、2連装のマシンガンを装備している（第8話）。劇中ではもっぱら未成年であるトッポが使用していた（第4、23、30話）が、いずれの場合も公道を走っている描写は無い。第8話ではレイカも運転しているが、持ち主である万丈自身はオープニングでしか乗っていない。
キャリー・ガン（キャリーガン）
基本となる自動式拳銃に様々なオプションパーツを装着することで機関銃、ロケットランチャー、イオン・プラズマ砲（第28話）などの機能を付加する組み立て式万能銃。
キャリー・ケース（キャリーケース）
キャリー・ガンとそのオプション・パーツを収めたアタッシェケースで、ふだんはマッハ・パトロールのフロントグリル部分に格納されているが、腕時計のリモコンによって呼び寄せると、離れたところにも飛行形態に変形して飛んでくる。
ダイステッキ
万丈が使用する、対メガノイド用と思われる剣。円筒形でメカニカルな継ぎ目の入った刀身に刃はないが、高熱を発することで鉄をも切り裂く（第35話では一振りで大木を切り倒している）。柄の尻に推進装置が付いていて宙を飛ぶことができるため、腕時計のリモコンで呼び寄せたり（第10、15話）、格闘時の飛び道具として用いることができる（第20話）。ふだんはマッハ・パトロールのフロントグリル部（第10話）、もしくはマッハ・アタッカーの機首に格納されている（第21話では、マッハ・パトロールの車内にあったのか、降車する際にはすでに手に握っていた）。なお、OPで万丈が使用している剣も同じものである可能性があるが、一見するとライト・サーベルのようでもあり、明言された資料は無い。
メカマル
ダイターンをはじめとする各メカを整備する小型作業用ロボットたち。第15話ではロボマルと呼ばれていた。
トブーン
第1話でコマンダー・サンドレイクの基地から脱出するために、美女たちが背負った空を飛ぶためのパーソナル・ジェット。厳密にはサンドレイクの基地に置かれていたメガノイドのものであるが、その後、万丈側の装備として活用されていることが確認できる（第6話）。なお、このメカは後番組である『機動戦士ガンダム』第8話や第17話にて、ホワイトベースの装備としてデザインが流用されている。
マリン・アントワネット（マリンアントワネット）
第17話や第30話でレイカやビューティたちが乗る小型潜水艇。ミサイルを装備している。
ビューティ号（ビューティー号）
第19話で登場した、ビューティ観光会社が所有する宇宙船。月旅行ビジネス開拓のため、ビューティの父親からテスト飛行を依頼され、万丈一行が乗り込んだ。しかし、この機体は7回目にして初めて大気圏突破に成功したと、宇宙に出てから明かされた万丈たちは唖然とした。
ラビット号
第39話で登場した、ビューティ観光会社が所有する月観光船。外観が同じであることから、ビューティ号が量産されたものと思われる。月旅行に向かう客を乗せたまま、コマンダー・ネンドルのデスバトルに拉致されてしまう。なお、事件の解決後のラビット号や、その乗客救出の顛末までは描かれていない。
ホノボノ号
レイカとビューティが第20話で乗った小型宇宙船。円状のミサイルユニットが機体を囲むように配置され、3門の発射口から一斉に発射するごとに順次、次弾が装填される機構になっている。そのミサイルでデススパイダーと交戦中の万丈のマッハ・アタッカーを援護するものの、あっという間に打ち尽くして逆に捕まってしまう。ビューティはミサイル以外の武装がないことに文句を言ったが、ギャリソンは一気にミサイルを使い切った迂闊さを指摘するだけでニベも無かった。レーザー砲も装備していると解説する書籍もあり、コクピットの周囲にそれらしき砲塔が4門確認できるが、ギャリソンいわくミサイルしか取り付ける時間が無かったとのことなので、事実上の飾りにすぎなかった。
トッカン号
トッポが第20話で乗った小型宇宙船。バリア破壊装置を備え、機体の上下に配置されたパラボラ状のパーツから発するビームで、磁界の歪みにあるバリアを破壊した。このビームは武器としても有効で、コロスの前進基地の攻撃にも加わるが、奮戦虚しく撃墜されている。
オロチロボ/オロチロボット/メカオロチ
第35話でジライヤを倒すために万丈がギャリソンに発注した三つ首竜ロボ。巻物型の操縦装置をダイターン3が口に咥えて呼び出して操る。蛇嫌いのジライヤに絶大な効果を発揮するはずだったが、ギャリソンが作成を間違え、頭の部分が蛇ではなく竜の姿であったためにジライヤには鼻であしらわれて、あっけなく破壊されてしまった。
強制記憶再生機
第9話のみ登場。レイカが調達してきた、インターポールでスパイの取り調べに使われていたメカ。ヘルメット状のこの機械を頭に被せて起動させると、1年ほど前の記憶であればモニターに映像として表示することができる。

### メガノイド側メカ
デスバトル
コマンダー専用機である巨大マシン。コマンダーの作戦行動時における移動要塞として使用され、サイズはダイターン3やメガボーグよりはるかに巨大。そのパワーもダイターンを上回る様子がたびたび描かれている（第3、5、14話など）。各コマンダーごとにデザインは異なっているが、巨大な頭部に2本の腕や羽が付いたデザインのものが多く見られる。デスバトルからは特有の磁力線が発せられることから、万丈たちはこれを調べてその存在を検知する判断材料としていた（第23話）。
マクロ・マシン/マクロ・メカ/マクロメカ
コマンダーがメガボーグに変身するときに使用する装置。
通常は使用時に4箇所の照射装置を伸長して十字型に展開し、中央に立つコマンダーに四方からエネルギーを照射してピラミッド型の力場を構成、体内のマクロ細胞を触発して巨大なメガボーグへと変化させる。なお、コマンダーがメガノイドの施設やデスバトルの外で活動しているときは、外部にマクロ・メカのみを射出して（あるいは屋外に設置して）使用されることもしばしばであった（第22、23、29、35話など）。
腕時計大の携帯型の装置も存在する。通常型と異なり、携帯型はメガボーグ状態を維持するためには常に身に着けている必要があるようで、装置を破壊されるとコマンダーの姿に戻ってしまう様子が描かれている（第16、37話）。なお第16話によれば、腕時計型の複数の「マクロ・メカ装置」と通常型とを併用すれば、ソルジャーでも、メガボーグとなることができるという。
第3話ではこの逆のミニチュアマシンが登場する。マクロ細胞のような要素が無くとも、あらゆる物体を対象として縮小できるようだが、その技術や原理について特に説明は無い。
リテーカー・バンク（リテーカーバンク）
ソルジャーが使用する6輪装甲車。全長7.2m、重量18.3t、最高速力100km/h。150㎜ガンランチャーを装備している。第1、4、7、8話ほかに登場する。
バレル・マシン（バレルマシーン）
ソルジャーが乗るサイドカーで、左側に付いた側車の連装機銃と6連ミサイルが武器。第8、16話に登場。
アイ・キャッチャー（アイキャッチャー）
コクピットに2人、上部の旋回機銃座に1人の、3人乗り戦闘機。全長8.3m、最高速度マッハ15。上部の30mm機関銃、下部の速射ミサイルのほかに電磁砲を備える。第3、7、9、18話ほかに登場する。
フラッシュファイター
メガノイドの旧式戦闘機。第12話の回想シーンにてタートルシップの艦載機として登場するが、旧式とはいえ現役で使用されている（第2、34話）。劇中の描写から大気圏内、および宇宙空間のどちらでも運用可能と思われる。
ガルゴ
第4話に登場する、コマンダー・デスサンダーが操る飛行メカ。ダイファイター以上の巨大な機体で、中央のレンズから放つ強力なビームを使って、工業都市デリアを蒸発させた。ただし、それ以外に武器は装備されていないようで、上からの攻撃には無力であった。劇中では少なくとも4台が確認できるが、デスサンダーとソルジャーの会話から、さらに複数台が待機していたようである。
タートルシップ
星間航行用大型戦闘艦。第9話でコマンダー・マリアが火星から地球に逃亡する際に使用したほか、第12話の回想シーンでは火星を脱出する万丈のマサア・ロケットを追撃、反撃にあって轟沈している。また、第34話ではコマンダー・アントンが同型艦に乗って作戦を指揮していたが、サン・アタックによって撃沈されている。名前通り、後部がカメの甲羅のような形状となっている。
合成獣アンヘルム
第6話に登場。ドクター・アニマッドが生み出した4脚歩行の巨大な合成生物。飼い主であるアニマッドにも反抗的だったことから、戦闘に際してはアニマッドが乗る操縦席が増設され、さらにマクロ・マシンの力でメガボーグ形態に変化してダイターンと戦った。武器は口から吐く火炎や目から放つリング状の光線のほか、爪がミサイルとなっている。『スーパーロボット大戦IMPACT』では洗脳されたレイカ、ビューティ、トッポが乗せられたこともある。
メッタンガー
第9話に登場。コマンダー・フランケンに代わってマリアを追跡してきた部隊が使用した、巨大戦闘ロボット。足の部分に装備されたドリルはドリルミサイルにもなる。
究極戦車ニーベルゲン
第11話に登場した、コマンダー・ヘスラーが製作した超巨大戦車。砲塔の上にダイタンクが乗ってしまうほどの巨体を誇り、3連装主砲を武器とする。オリジナルはヘスラーの死後、レプリカを博物館に寄贈した万丈によって秘匿され、ラジコンに改造された。後にコマンダー・アントンが使用した複製機は、地上から単機で大気圏を脱出し、宇宙を航行できるなどオリジナル以上の性能を持っていた（第34話）。スパロボシリーズではコロスや他のコマンダーも搭乗している。
ブッターギルン
第19話でコマンダー・バンチャーが使用した、エイのような形状の地球攻略兵器。地球を1周するほどの長さである尻尾の部分は丸鋸（ノコギリ）が多数連結して構成されており、これによって文字通り地球をぶった切ろうとしたが、その途中でエンジントラブルを起こし、月面へ不時着してしまう。地球を輪切りにしようというだけあって、そのサイズは桁外れで、月面では尾の部分をトグロ状に畳んで着陸していたが、一巻き15kmの山が4,000個以上に及んでいた。
後にコマンダー・アントンが複製機を使用しているが、タートルシップに積み込めるサイズだったことから、オリジナルほどの尾の長さはないと思われる（第34話）。
『第2次スーパーロボット大戦α』ではバンチャーが登場しない関係で基本は自動操縦だが、一部ルートにおいてコロスが搭乗する。また、オリジナル設定として本体部にビーム砲が搭載されている。
コロスの前進基地（正式名称不明）
第20話で、万丈と直接対決するためにコロスが乗ってきた巨大な移動基地。磁力バリヤーを使った「次元転写」という機能を使って、宇宙に作った特殊な閉鎖空間に潜み、ダイターン3を引き込む（その甲板上が万丈とコロスの初の対決の場となる）。デススパイダーがダイターン3に敗れると、多くの砲塔からの砲撃で引き続き応戦するが、コロスが作戦の継続を放棄したことで閉鎖空間を解放し、ジャンプ航法という一種のワープと思われる方法で火星へと撤退した。
登場はこのエピソードのみで、以後の戦いには使用されなかった。
デススパイダー
第20話に登場。コロスが万丈を倒すための作戦に投入した、三つの首が縦に並んだ巨大蜘蛛型戦闘ロボット。口からは光線のほか、電磁波の網を吐いてミサイル攻撃を防ぎ、尾部からは実体のある網を放ってレイカとビューティの乗るホノボノ号を捕獲した。その後、コロスの前進基地を守るためにダイターン3と戦ったが、サン・アタックを受けて撃破される。
木馬
第30話に登場したコマンダー・マゾニー配下の女騎兵隊が操る、馬型の巨大戦闘メカ。頭部にコクピットがあり（目の部分が窓になっている）、その内部には多数の女ソルジャー（騎兵）を収容可能。口からはイナズマ光線、前部の胸元に2つある発射口からはミサイルを発射する。複数の機体が配備されており、劇中ではダイターンに撃破された4機と、マゾニーと刺し違えた1機を含めた9機が確認できる。馬の姿をしてはいるものの、もっぱら空を飛んでおり地上を走る描写は無い。なお一連の事態が終息した後は、さらわれていた女性たちや島に残された馬を収容し、万丈によってマゾニーの基地から脱出することに活用された。その際には、ダイターン3が木馬の背に跨った姿を見せている。
メカパンダ/パンダメカ
第32話でコマンダー・トーレスがダイターン3と戦わせたトーレス軍団の1体であり、その司令塔であるロボット。元はトーレスの愛する玩具コレクションであったが、マクロ・マシンでダイターン3級に巨大化させたものと推測されている。偽ダイターン3たちとともにダイターン3を羽交い絞めにしたものの、振りほどかれてサン・アタックをくらったうえに、狙いを定めていたデススターの2,800mm砲に激突して壊れる。トーレスは「僕の愛する息子たち」「僕の心の灯火」と呼んで、トーレス軍団の全滅を嘆いた。
偽ダイターン3
第32話でコマンダー・トーレスが使用したダイターン3の偽者。トーレス軍団と称し、メカパンダに率いられて多数（最低でも9体）でダイターン3に襲いかかった。メカパンダと同様にマクロ・マシンで玩具を巨大化させたものと推測されるが、サイズは20-30mほどと本物より小さいうえ、模倣されているのは外見だけで、武器や性能までコピーしている訳では無いらしく、本物に一蹴されている。なお、原作であるアニメ本編では自動操縦だが、『スーパーロボット大戦A』や『スーパーロボット大戦IMPACT』に登場した際は、ソルジャーが搭乗して運用している。
メガロボット
第34話にてコマンダー・アントンが万丈を倒す作戦に投入した、メガボーグ型ロボット。アントンいわく、メガノイドのテスト用ロボットを原型とするダイターン3には改造（パワーアップ）に限界があるのに対し、メガボーグを基本とした最新鋭のロボットであるメガロボットは、オリジナル以上の性能を持つという。劇中に登場したのはバンチャータイプ（搭乗者：ソルジャー）、ウェナータイプ（搭乗者：ソルジャー）、ウォン・ロータイプ（搭乗者：アントン）の3種類。
なお、第13話で側近ドナウンが操縦した、メガボーグ・ネロスを模した戦闘ロボットも、メガロボットとする資料もある。
ゲーム『スーパーロボット大戦IMPACT』ではネロスタイプに加えベンメルタイプとダストンタイプ（3機ともソルジャーが搭乗）も登場している。なお、同作ではダストン本人は未登場。
ガマロボット
第35話でメガボーグ・ジライヤを背に乗せてダイターン3と戦ったガマガエル型巨大ロボット。ジライヤがメガボーグ化すると同時に、どこからともなく出現していた。口からは火炎のほかに、サン・アタックすら無力化してしまう溶解液を吐く。主であるジライヤと同様に、弱点の蛇を前にして逃げ回ったあげくに縮んでしまうが、撃破された描写は無い。
ドアン
最終話に登場。火星のメガノイド基地から出撃した、赤いカラーリングが特徴の大型宇宙戦闘爆撃機。後部の円形部分の上に乗った2本の円筒は離陸用ブースターであり、戦闘に臨んでは投棄（パージ）される。戦闘機アイアイを搭載している。火星に向かう万丈たちを大編隊で迎撃するが、マサア・トップ部隊との交戦の末に壊滅する。
アイアイ
ドアンと同じく、最終話のみに登場した小型戦闘機。ドアンの艦載機として万丈のマサア・トップに襲いかかった部隊のほか、火星のメガノイド基地に近づく万丈を迎え撃つために、コロス自らに率いられて基地から出撃した部隊がある。

### その他
戦艦マゼラン
第25話に登場。老朽艦で指揮を執りデスバトルを13隻も撃沈した名提督・マゼランの脳を移植し、メインコンピューターに直結した戦艦。水上戦闘のみならず空中飛行も可能であり、数十kmにおよぶ島も一瞬で消滅させる重力波粒砲（2門）をはじめ、大口径の砲門など強力な武装を多数備える。コロスは戦艦マゼランを「メガノイドの究極（理想）の姿」としてコマンダー・カトロフに奪取を命じる。だが戦艦マゼランは暴走し、人間にもメガノイドにも牙を向ける。
戦闘能力は非常に高く、万丈とカトロフが共闘して戦った際も巨体と弾幕により攻撃を寄せ付けず、ダイターンはサン・アタックを重力波粒砲で弾き返されたうえに、そのまま直撃を受けて頭部の発生装置を溶かされ、カトロフもまた母艦のデスバトルを破壊されてしまう。単純に外から攻撃するだけではまるで歯が立たず、途中まではマゼラン側が優勢であったが、首だけとなったメガボーク・カトロフによって繰り返される特攻と、艦内に侵入した万丈による内部からの攻撃により破壊され、大爆発を起こし轟沈した。
宇宙空母（未登場）
全体が3つに分離し、各ブロックが各々メカチェンジする機能を持つ。基本デザインが描かれたが、劇中に登場しないまま番組が終了。デザインの手直し後に本作の後番組である『機動戦士ガンダム』にホワイトベースとして登場している。
ダイターン3整備小型ロボット（未登場）
ダイターン3の整備ドックでダイターン3を修理、点検を行う小型ロボットとしてデザインされた。監督の富野の「いいデザインだからこの程度の登場ではもったいない」という判断で登場は見送られ、上記の宇宙空母と同様『機動戦士ガンダム』のマスコット・ロボットハロとして登場する。役割的には前述のメカマルと同一。

## スタッフ
（オープニングクレジットより）
- 企画 - 日本サンライズ
- 原作 - 矢立肇、富野喜幸
  - 掲載誌 - 講談社 テレビマガジン、たのしい幼稚園、おともだち、秋田書店 冒険王
- 音楽 - 渡辺岳夫、松山祐士
- キャラクターデザイン - 塩山紀生、小国一和
- メカニカルデザイン - 大河原邦男
- 総監督 - 富野喜幸
- プロデューサー - 渋江晴夫（日本サンライズ）、大熊伸行（創通エージェンシー）
- 制作 - 名古屋テレビ、創通エージェンシー、日本サンライズ

## 主題歌
いずれもレーベルはコロムビアレコード。
オープニングテーマ - 「カムヒア！ ダイターン3」
作詞 - 日本サンライズ企画室 / 作曲 - 渡辺岳夫 / 編曲 - 松山祐士 / 歌 - 藤原誠
エンディングテーマ - 「トッポでタンゴ」
作詞 - 日本サンライズ企画室 / 作曲 - 渡辺岳夫 / 編曲 - 松山祐士 / 歌 - こおろぎ'73

## 各話リスト
タイトルコールは万丈役の鈴置洋孝が担当。
| 話数   | 放送日(※)     | サブタイトル             | 脚本     | 絵コンテ | 演出     | 作画監督     | 登場メガボーグ、他 |
| ------ | ------------- | ------------------------ | -------- | -------- | -------- | ------------ | --- |
| 第1話  | 1978年 6月3日 | 出ました！ 破嵐万丈      | 荒木芳久 | 斧谷稔   | 富野喜幸 | 中村一夫     | メガボーグ・サンドレイク |
| 第2話  | 6月10日       | コマンダー・ネロスの挑戦 | 星山博之 | 貞光紳也 | 貞光紳也 | 富沢和雄     | メガボーグ・ネロス |
| 第3話  | 6月17日       | 裏切りのコレクター       | 荒木芳久 | 広川和之 | 広川和之 | 加藤茂       | メガボーグ・ベンメル |
| 第4話  | 6月24日       | 太陽は我にあり           | 荒木芳久 | 斧谷稔   | 貞光紳也 | 中村一夫     | メガボーグ・デスサンダー ガルゴ                                                                                                 |
| 第5話  | 7月1日        | 赤ちゃん危機一髪         | 星山博之 | 山崎和男 | 山崎和男 | 山崎和男     | メガボーグ・ブランドル |
| 第6話  | 7月8日        | アニマッドの華麗な招待   | 吉川惣司 | 貞光紳也 | 貞光紳也 | 富沢和雄     | 合成獣アンヘルム メガボーグ・アンヘルム ドクター・アニマッド                                                                    |
| 第7話  | 7月15日       | トッポの出撃大作戦       | 荒木芳久 | 広川和之 | 広川和之 | 林良男       | メガボーグ・ダストン |
| 第8話  | 7月29日       | 炎の戦車に散るジーラ     | 星山博之 | 斧谷稔   | 広川和之 | 西城明       | メガボーグ・ジーラ |
| 第9話  | 8月5日        | おかしな追跡者           | 吉川惣司 | 藤原良二 | 藤原良二 | 加藤茂       | コマンダー・マリア コマンダー・フランケン メッタンガー 名称不明コマンダー                                                       |
| 第10話 | 8月12日       | 最後のスポットライト     | 星山博之 | 斧谷稔   | 貞光紳也 | 山崎和男     | メガボーグ・ウォン・ロー |
| 第11話 | 8月19日       | 伝説のニーベルゲン       | 吉川惣司 | 藤原良二 | 藤原良二 | 富沢雄三     | 究極戦車ニーベルゲン メガボーグ・ヘスラー 名称不明コマンダー                                                                    |
| 第12話 | 8月26日       | 遙かなる黄金の星         | 星山博之 | 貞光紳也 | 貞光紳也 | 富沢和雄     | メガボーグ・ウェナー タツマキ円盤                                                                                               |
| 第13話 | 9月2日        | 前も後ろもメガボーグ     | 楯屋昇   | 斧谷稔   | 斧谷稔   | 井草明夫     | メガロボット・ネロス 側近ドナウン                                                                                               |
| 第14話 | 9月9日        | 万丈、オーロラへ飛べ     | 星山博之 | 斧谷稔   | 小鹿英吉 | 加藤茂       | 原始鳥ジュラバード コマンダー・ギルドン                                                                                         |
| 第15話 | 9月16日       | コロスとゼノイア         | 荒木芳久 | 広川和之 | 広川和之 | 田島実       | メガボーグ・ゼノイア |
| 第16話 | 9月23日       | ブルー・ベレー哀歌       | 星山博之 | 貞光紳也 | 貞光紳也 | 富沢和雄     | メガボーグ・ヤンガー |
| 第17話 | 9月30日       | レイカ、その愛           | 松崎健一 | 斧谷稔   | 小鹿英吉 | 山崎和男     | メガボーグ・ダムデス |
| 第18話 | 10月14日      | 銀河に消えた男           | 星山博之 | 藤原良二 | 藤原良二 | 田島実       | メガボーグ・スペシャルI号 |
| 第19話 | 10月21日      | 地球ぶった切り作戦       | 星山博之 | 石倉山羊 | 貞光紳也 | 加藤茂       | ブッターギルン メガボーグ・バンチャー                                                                                           |
| 第20話 | 10月28日      | コロスは殺せない         | 荒木芳久 | 斧谷稔   | 小鹿英吉 | 重塚我子     | デススパイダー |
| 第21話 | 11月4日       | 音楽は万丈を征す         | 星山博之 | 山崎和男 | 藤原良二 | やしろかずお | メガボーグ・ラディック |
| 第22話 | 11月11日      | スターの中のスター       | 吉川惣司 | 貞光紳也 | 貞光紳也 | 富沢和雄     | メガボーグ・ジミー |
| 第23話 | 11月18日      | 熱き炎が身をこがす       | 星山博之 | 斧谷稔   | 小鹿英吉 | 田島実       | メガボーグ・ジェノバ |
| 第24話 | 11月25日      | キノコは大きらい         | 田口章一 | 新田義方 | 藤原良二 | 富沢雄三     | 巨大キノコ メガボーグ・ガル |
| 第25話 | 12月9日       | 提督の生と死と           | 松崎健一 | 斧谷稔   | 小鹿英吉 | 加藤茂       | 戦艦マゼラン メガボーグ・カトロフ                                                                                               |
| 第26話 | 12月16日      | 僕は僕、君はミレーヌ     | 星山博之 | 貞光紳也 | 貞光紳也 | 富沢和雄     | メガボーグ・ミレーヌ |
| 第27話 | 12月23日      | 遠き日のエース           | 星山博之 | 斧谷稔   | 小鹿英吉 | やしろかずお | メガボーグ・エドウィン |
| 第28話 | 12月30日      | 完成！ 超変型ロボ!       | 松崎健一 | 藤原良二 | 藤原良二 | 田島実       | バグ（メカハネアリ） メガボーグ・ベルトリー                                                                                     |
| 第29話 | 1979年 1月6日 | 舞えよ白鳥！わが胸に     | 桜井正明 | 貞光紳也 | 貞光紳也 | 砂河尚志     | メガボーグ・リサー メガボーグ・アイサー 合体巨大メガボーグ （名称不明）                                                         |
| 第30話 | 1月13日       | ルシアンの木馬           | 荒木芳久 | 斧谷稔   | 小鹿英吉 | 高木敏夫     | メガボーグ・マゾニー 木馬 |
| 第31話 | 1月20日       | 美しきものの伝説         | 桜井正明 | 貞光紳也 | 貞光紳也 | 加藤茂       | メガボーグ・Z |
| 第32話 | 1月27日       | あの旗を撃て！           | 星山博之 | 山崎和男 | 小鹿英吉 | 田島実       | メカパンダ（パンダメカ） 偽ダイターン3 メガボーグ・トーレス                                                                     |
| 第33話 | 2月3日        | 秘境世界の万丈           | 松崎健一 | 只野泰彦 | 藤原良二 | 只野泰彦     | メガボーグ・ドイル |
| 第34話 | 2月10日       | 次から次のメカ           | 斧谷稔   | 井草明夫 | 井草明夫 | 江塚我子     | 複製ニーベルゲン ブッターギルン メガロボット・ウェナー メガロボット・ウォン・ロー メガロボット・バンチャー コマンダー・アントン |
| 第35話 | 2月17日       | この愛の果てに           | 松崎健一 | 貞光紳也 | 貞光紳也 | 佐々門信芳   | メガボーグ・ジライヤ コマンダー・スミカ ガマロボット                                                                            |
| 第36話 | 3月3日        | 闇の中の過去の夢         | 星山博之 | 斧谷稔   | 小鹿英吉 | やしろかずお | 合体メガボーグ （名称不明） |
| 第37話 | 3月10日       | 華麗なるかな二流         | 荒木芳久 | 藤原良二 | 藤原良二 | 山崎和男     | メガボーグ・キドガー |
| 第38話 | 3月17日       | 幸福を呼ぶ青い鳥         | 桜井正明 | 藤原良二 | 小鹿英吉 | 高木敏夫     | 松竹梅合体メガボーグ |
| 第39話 | 3月24日       | ビューティ、愛しの詩     | 荒木芳久 | 貞光紳也 | 貞光紳也 | 田島実       | メガボーグ・ネンドル |
| 第40話 | 3月31日       | 万丈、暁に消ゆ           | 荒木芳久 | 斧谷稔   | 藤原良二 | 塩山紀生     | コマンダー・ダルシア コロス 巨大ドン・ザウサー                                                                                  |

- テレビ朝日では以下の日に再放送を挟んでいる。
1978年7月21日(第2話)、9月29日(第4話)、12月1日(第8話)、1979年2月23日(第17話)

## 放送局
| 放送期間（または、放送体制） | 放送時間                                                                 | 放送局                                    | 対象地域       | 備考 |
| ---------------------------- | ------------------------------------------------------------------------ | ----------------------------------------- | -------------- | --- |
| 1978年6月3日 - 1979年3月31日 | 土曜 17:30 - 18:00                                                       | 名古屋テレビ                              | 中京広域圏     | 制作局 |
|                              |                                                                          | 北海道テレビ                              | 北海道         | |
| 先行ネット                   | 金曜 17:00 - 17:30                                                       | 朝日放送                                  | 近畿広域圏     | |
|                              | 金曜 17:30 - 18:00                                                       | 九州朝日放送                              | 福岡県         | |
|                              | 金曜 18:00 - 18:30                                                       | 東日本放送                                | 宮城県         | |
|                              |                                                                          | テレビ朝日                                | 関東広域圏     | |
|                              | 土曜 18:00 - 18:30                                                       | 広島ホームテレビ                          | 広島県         | |
| 遅れネット                   | 木曜 17:00 - 17:30                                                       | 青森放送                                  | 青森県         | |
|                              | 月曜 18:00 - 18:30（1978年9月まで） 火曜 17:30 - 18:00（1978年10月から） | 山形テレビ                                | 山形県         | |
|                              | 木曜 17:00 - 17:30                                                       | 福島中央テレビ                            | 福島県         | |
| 1978年7月5日 - 1979年4月11日 | 水曜 16:50 - 17:20                                                       | 富山テレビ                                | 富山県         | |
| 遅れネット→同時ネット        | 金曜 18:00 - 18:30                                                       | 静岡けんみんテレビ （現：静岡朝日テレビ） | 静岡県         | 正式開局前のサービス放送時からネット開始。 開局日である1978年7月1日に第1話を放送し、 7月8日に第6話を放送してテレビ朝日と同時ネットになった。 |
| 遅れネット                   | 月曜 17:00 - 17:30                                                       | 岡山放送                                  | 岡山県（当時） | |
|                              | 金曜 17:00 - 17:30                                                       | テレビ山口                                | 山口県         | |
|                              |                                                                          | 瀬戸内海放送                              | 香川県（当時） | |
|                              | 金曜 16:55 - 17:25                                                       | テレビ熊本                                | 熊本県         | |

## 関連商品

### サウンドトラック
BGM集は放送終了後、後番組『機動戦士ガンダム』の売れ行きから商機を見込んだキングレコードと、日本コロムビアから発売された。
キング版は、本編から抜粋された第1話、第20話、第22話、第40話の4本のエピソードの音源を再編集したサウンドドラマとBGM、主題歌（OP/ED）で構成。主題歌はオリジナル曲の原盤をコロムビアが所有していたため、OPテーマは堀光一路、EDテーマはザ・ブレッスン・フォーの歌唱による新録となった。もともとはサンライズ側からの提案で企画されたもので、当事コロムビアが許諾を受けていたレコードに関するキャラクターの使用権が切れるタイミングでの発売を予定していたものの、中身と湖川友謙の描き下ろしによるジャケットが完成し、広告を打った段階になって権利が切れる年限を1年誤っていたことが判明。そのためキャラクターの使用できない1年間は10,000枚限定の白ジャケットで販売し、権利がキングに移った時点でジャケットを交換するという緊急措置が取られた。これは俗に白ジャケット事件と呼ばれるが、実質的にはキングレコードの手続きミスにより起きたもので、コロムビアからのクレームが原因でキャラクターの絵柄が使用できなくなったという訳では無い。キング版は1980年のキングレコードのLPヒット賞を受賞した。このアルバムは後の1987年、前番組『無敵超人ザンボット3』のBGM集とのカップリングでCD化。さらに2003年には同じく『ザンボット3』とのカップリングで総音楽集が発売され、これによって両作品のすべてのBGMがCD化を果たした。
この白ジャケットが話題になったこともあってキング版が予想外に好セールスを記録したため、コロムビアからも同作品のアルバムが企画・発売されることになったが、こちらは帯で「オリジナルBGM完全収録」「ファンが本当に待ち望んでいたのはこの1枚だ!!」「音楽も主題歌も作画も全てオリジナルの決定盤!!」と謳っており、明らかに先行キング版を意識したものになっていた。主題歌は藤原誠/こおろぎ'73歌唱によるオリジナル版を収録。ジャケットのイラストは、本編の作画監督だった中村一夫が担当した。
当時は現在のようにライバル会社との間で主題歌等の原盤の貸し借りをするといったことは行われておらず、また主題歌と違いBGMや本編音声の権利はサンライズが所持していてキングレコード、コロムビアの両社から商品化できたために、このような形で競作リリースが行われた模様である。
なお、2009年にキングレコードから発売されたコンピレーションCD「サンライズ ロボットアニメ大鑑」（KICA-3101）には、本作の分のみ日本コロムビア音源（藤原誠/こおろぎ'73歌唱版）が収録され、堀光一路/ザ・ブレッスン・フォー歌唱版は収録されなかった。

### ソノシート
ソノラマエース・パピイシリーズにオリジナルドラマが収録された。
- 撃て!ホームラン 闘えダイターン3
  - キャスト
    - 破嵐万丈 - 鈴置洋孝
    - 三条レイカ / コロス - 井上瑤
    - ビューティフル橘（ビューティー） - 水野カコ
    - 戸田突太（トッポ） - 白石冬美
    - コマンダー・ザクラ / 球場ナレーター - 田中崇

## 玩具
ダイターン3は様々なメーカーからダイターン、ダイファイター、ダイタンクの3形態への変形が可能な玩具が発売され、主にパーツの差し替えと組み替えによる3形態変形を再現し、マッハアタッカー（マッハパトロール）も発売された。
クローバーからはダイターンの武器であるザンバーとジャベリンが商品化されている。チープトイとしては、ダイターンをコールするペンダントが電池内蔵型のアイテムで商品化されている。アオシマからは、3段階変形するものの他に、ミニ合体や、おやこマシンなどのアオシマ特有のアレンジが入ったものが発売された。
- クローバー
  - ダイカストデラックスセット ダイターン3 DELUXE DAITARN3[注 108]（組み替え完全変形）
  - ダイターン3電動巨大セット（電動で組み替え完全変形）[138]
  - プッシュダイターン3（少し小さい組み替え完全変形、ただしダイファイターのみ足の向きを横に付け替えるだけなので設定通りの足の位置にはならない）
  - DXマッハアタッカー（完全変形）
  - マッハアタッカー（不完全変形）
  - パワーモーター付きダイファイター、ダイタンク（無変形、パワーモーターでハイダッシュするプラスチック玩具）
  - ダイターン3 ダイカスト（無変形）[188]

- オリオン（無変形）
  - ダイターン3
  - ダイファイター
  - ダイタンク
  - マッハアタッカー

- 青島文化教材社
  - 合体ロボット ダイターン3（組み替え完全変形）
  - 戦闘合体 ダイターン3（組み替え不完全変形）
  - 重機合体 ダイターン3（組み替え不完全変形）
  - ミニ合体 ダイターン3(組み替え不完全変形)『ミニ合体』No.41〜44登録。同時にこの4機をセット売りした際には『SUPER MINI GATTAI SET』として販売[注 153]。
  - おやこマシン （ダイターン3）、ダイファイター、ダイタンク、マッハアタッカーの4種。いずれも無変形）
  - ポケットパワー ダイターン3 (組み替え完全変形)
  - ポケットパワー ダイターン3 ダイファイター（組み替え不完全変形）
  - ポケットパワー ダイターン3 ダイタンク （組み替え不完全変形）
  - マイクロプラモデル ダイターン3（無変形 ダイターン3、ダイファイター、ダイタンク、マッハアタッカーの4種）

- 浪漫堂
  - ダイターン3（無変形）
- バンプレスト
  - プライズ スーパーロボット大戦 (無変形のアクションフィギュア。通常カラーとクリアブルーの2種類が登場）
  - プライズ 無敵変形 ダイターン3（組み替え完全変形。万丈かギャリソンのデフォルメフィギュアとプラ製マッハアタッカーが付属）
  - プライズ ダイターン3（無変形で、電飾によって目が光る発光ギミック付き）
- バンダイ
  - SRC（サンライズロボットセレクション。無変形 ザンバー、ファン付属）
  - 超合金魂GX-53ダイターン3（組み替え完全変形。完全変形のマッハアタッカー〈マッハパトロール〉が付属）
  - 超合金魂GX-82ダイターン3 F.A.（無変形、アクションポーズ可動特化）

- セブン
  - ダイターン3 4点セット[189]

## ゲーム
ダイターン3のコンピューターゲーム出演は主としてバンダイナムコエンターテインメント（旧・バンプレスト）が発売する「スーパーロボット大戦シリーズ」だが、他作品にも登場している。
スーパーロボット大戦では「破嵐財閥」という、原作で万丈が大量の金塊を所有していたことから作られたと思われる設定が入れられている作品もある。

## 関連作品
破嵐万丈シリーズ
『無敵鋼人ダイターン3』の監督である富野由悠季による小説作品。ソノラマ文庫より全4作が刊行された。
破嵐万丈やギャリソン時田が登場しているが、アニメ版とは繋がらないパラレル的な物語である。2人の美女パートナーはアニメとは別キャラクターであり、うち1人はメガノイドを髣髴とさせるサイボーグで、万丈はサイボーグに否定的ではない。
漫画版
岡崎優によるコミカライズ作品。秋田書店『冒険王』1978年7月号-1979年4月号に連載された。全10話。双葉社『ザンボット3・ダイターン3大全』では、この連載が“TV放映スタートに３箇月先行して（『ザンボット3』放映終了後の再放送セレクションの時期の）1978年4月号から連載開始された”と解説されているがそのような事実は無く、連載は『ダイターン3』の放映開始と同時の7月号スタートである。内容は万丈が私立探偵であったり、ドン・ザウサーはコロスとは首領と部下の間柄でしかなく、昏睡状態にもなっていないなど、細部の設定にこそ差異はあるものの、概ねアニメ版の各エピソードに沿った物語となっている。また、若干お色気成分も多めである。
長らく単行本化の機会に恵まれなかったが、2011年になって全連載分がひとつにまとめられた。

## エピソード
- 物語の舞台となる「シン・ザ・シティ」の名前の由来は富野が制作当時に住んでいた埼玉県新座市[194]。
- 主人公・破嵐万丈のキャラクター設定や、サブキャラクターの立ち位置などがアメリカン・コミックの『バットマン』に酷似しているが、「バットマンを参考にしたのか?」と聞かれた富野は「当時バットマンは知らなかったため、全く関係が無い」と影響を否定している[195]。
- シナリオの手法として、途中の展開で最終エピソードに対する伏線が幾度か張られている。この手法は当時のアニメとしては珍しい試みだった。
- キャラクターデザインは人間側が塩山紀生、メガノイド側が小国一和（湖川友謙）と分かれている。
- 富野は後のインタビューで第10話「最後のスポットライト」が、「自分が映画屋になれなかった悲哀がこもった話であるため涙が出る程好き」「本来アニメではやっちゃいけない、個人的な哀感が込められている」と語っている[9]。また、第17話「レイカ、その愛」を個人的に一番好きなエピソードとも述べている[196]。
- 後に名古屋テレビでの同放送枠で放映された『無敵ロボ トライダーG7』の本編中には、車載モニターに万丈やダイターン3が映ったり（第5話）[注 154]、モブキャラとして万丈、ギャリソン、コロス、ドン・ザウサー、トッポらの姿が登場したり（第33話）、ダイターン3のフィギュア（人形）が射的の景品として描かれている（第36話）といった、お遊びシーンがある。
- この作品の声をあてた声優の多くが後番組の『機動戦士ガンダム』でも出演している。またハロやホワイトベースやマゼランなど本作のための設定が一部『ガンダム』に転用された[197]。
- 富野は後のインタビューで、映画『ザブングル グラフィティ』の次に、『ダイターン3』を映画化したいという夢を持っていたが実現しなかった、と述べている[198]。
- テレビアニメ『VIRUS』第11話には、敵本拠に乗り込もうとする主人公を制止するために上司のレイヴェン（声：鈴置洋孝）が自ら強化服に身を包み、「この私とハルシオンブラックの力を恐れぬなら、かかって来い！」と言い放つ場面がある。